# Predição de sismos
Predição de sismos é um ramo da ciência da geofísica, principalmente da sismologia, que se ocupa da especificação do momento, localização e magnitude de futuros sismos dentro de limites estabelecidos, e, em particular, "a determinação de parâmetros para o próximo sismo forte a ocorrer em uma região". A predição de sismos é por vezes distinguida da previsão de risco sísmico, que pode ser definida como a avaliação probabilística do risco sísmico geral, incluindo a frequência e magnitude de sismos danosos em uma área específica ao longo de anos ou décadas.
A predição pode ser ainda distinguida de sistema de alerta de sismos, que, ao detectar um sismo, fornece um alerta em tempo real de segundos para regiões vizinhas que podem ser afetadas.
Na década de 1970, cientistas estavam otimistas de que um método prático para prever sismos seria encontrado em breve, mas na década de 1990, o fracasso contínuo levou muitos a questionarem se isso seria possível. Predições comprovadamente bem-sucedidas de grandes sismos não ocorreram, e as poucas alegações de sucesso são controversas. Por exemplo, a alegação mais famosa de uma predição bem-sucedida é a referente ao sismo de Haicheng de 1975. Um estudo posterior afirmou que não houve uma predição válida de curto prazo. Pesquisas extensas relataram muitos possíveis precursores de sismos, mas, até agora, tais precursores não foram identificados de forma confiável em escalas espaciais e temporais significativas. Embora parte da comunidade científica acredite que, considerando precursores não sísmicos e com recursos suficientes para estudá-los extensivamente, a predição pode ser possível, a maioria dos cientistas é pessimista, e alguns afirmam que a predição de sismos é inerentemente impossível.

## Avaliação de predições de sismos
As predições são consideradas significativas se puderem ser demonstradas como bem-sucedidas além do acaso. Portanto, métodos de teste de hipóteses estatísticas são usados para determinar a probabilidade de que um sismo, como o previsto, ocorra de qualquer forma (a hipótese nula). As predições são então avaliadas verificando se correlacionam com sismos reais melhor do que a hipótese nula.
Em muitos casos, porém, a natureza estatística da ocorrência de sismos não é simplesmente homogênea. O agrupamento ocorre tanto no espaço quanto no tempo. No sul da Califórnia, cerca de 6% dos sismos de M≥3,0 são "seguidos por um sismo de maior magnitude dentro de 5 dias e 10 km." No centro da Itália, 9,5% dos sismos de M≥3,0 são seguidos por um evento maior dentro de 48 horas e 30 km. Embora tais estatísticas não sejam satisfatórias para fins de previsão (resultando em dez a vinte falsos alarmes para cada previsão bem-sucedida), elas podem distorcer os resultados de qualquer análise que presume que os sismos ocorrem aleatoriamente no tempo, por exemplo, como em um processo de Poisson. Demonstrou-se que um método "ingênuo" baseado apenas em agrupamento pode prever com sucesso cerca de 5% dos sismos; "muito melhor do que o acaso".

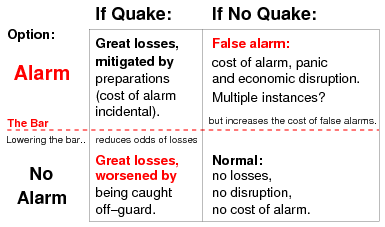
O dilema: Alarme ou Não Alarme? Assume-se que o público também é alertado, além das autoridades

Como o objetivo da predição de curto prazo é permitir medidas emergenciais para reduzir mortes e destruição, a falha em alertar sobre um grande sismo que ocorre, ou pelo menos uma avaliação adequada do risco, pode resultar em responsabilidade legal ou até mesmo expurgos políticos. Por exemplo, foi relatado que membros da Academia Chinesa de Ciências foram expurgados por "ignorarem predições científicas do desastroso sismo de Tangshan de 1976." Após o sismo de Áquila de 2009, sete cientistas e técnicos na Itália foram condenados por homicídio culposo, não tanto por falharem em prever o sismo, no qual cerca de 300 pessoas morreram, mas por fornecerem garantias indevidas à população – uma vítima chamou isso de "anestesiante" – de que não haveria um sismo grave, e, portanto, não havia necessidade de tomar precauções. No entanto, alertar sobre um sismo que não ocorre também gera custos: não apenas os custos das próprias medidas emergenciais, mas também a perturbação civil e econômica. Falsos alarmes, incluindo aqueles cancelados, também minam a credibilidade e, consequentemente, a eficácia de alertas futuros. Em 1999, foi relatado que a China estava introduzindo "regulamentações rigorosas destinadas a eliminar 'falsos' alertas de sismos, para evitar pânico e evacuações em massa de cidades desencadeadas por previsões de grandes tremores." Isso foi motivado por "mais de 30 alertas de sismos não oficiais... nos últimos três anos, nenhum dos quais foi preciso." O tradeoff aceitável entre sismos não detectados e falsos alarmes depende da valoração social desses resultados. A taxa de ocorrência de ambos deve ser considerada ao avaliar qualquer método de predição.
Em um estudo de 1997 sobre a relação custo-benefício da pesquisa de predição de sismos na Grécia, Stathis Stiros sugeriu que mesmo um método de predição (hipotético) excelente seria de utilidade social questionável, porque "a evacuação organizada de centros urbanos é improvável de ser realizada com sucesso", enquanto "pânico e outros efeitos colaterais indesejáveis também podem ser antecipados." Ele constatou que os sismos matam menos de dez pessoas por ano na Grécia (em média), e que a maioria dessas fatalidades ocorreu em grandes edifícios com problemas estruturais identificáveis. Portanto, Stiros afirmou que seria muito mais econômico focar esforços na identificação e melhoria de edifícios inseguros. Como o número de mortes nas rodovias gregas é superior a 2.300 por ano, em média, ele argumentou que mais vidas seriam salvas se todo o orçamento da Grécia para predição de sismos fosse usado para segurança nas ruas e rodovias.

## Métodos de predição
A predição de sismos é uma ciência imatura – ainda não levou a uma predição bem-sucedida de um sismo a partir de princípios físicos fundamentais. A pesquisa em métodos de predição, portanto, concentra-se na análise empírica, com duas abordagens gerais: identificar precursores distintos de sismos ou identificar algum tipo de tendência ou padrão geofísico na sismicidade que possa preceder um grande sismo. Os métodos baseados em precursores são amplamente pesquisados devido à sua utilidade potencial para predição de sismos ou estimativas de curto prazo, enquanto os métodos de 'tendência' são geralmente considerados úteis para estimativas, previsão de longo prazo (escala de 10 a 100 anos) ou previsão de médio prazo (escala de 1 a 10 anos).

### Precursores
Um precursor de sismo é um fenômeno anômalo que pode fornecer um alerta eficaz de um sismo iminente. Relatos desses – geralmente reconhecidos como tal apenas após o evento – somam milhares, alguns datando da antiguidade. Houve cerca de 400 relatos de possíveis precursores na literatura científica, de cerca de vinte tipos diferentes, abrangendo desde aeronomia até zoologia. Nenhum foi considerado confiável para fins de predição de sismos.
No início dos anos 1990, a IASPEI solicitou indicações para a lista Preliminary List of Significant Precursors. Foram feitas quarenta indicações, das quais cinco foram selecionadas como possíveis precursores significativos, com duas delas baseadas em uma única observação cada.
Após uma revisão crítica da literatura científica, a International Commission on Earthquake Forecasting for Civil Protection (ICEF) concluiu em 2011 que havia "espaço considerável para melhorias metodológicas nesse tipo de pesquisa." Em particular, muitos casos de precursores relatados são contraditórios, carecem de uma medida de amplitude ou são geralmente inadequados para uma avaliação estatística rigorosa. Resultados publicados são enviesados em favor de resultados positivos, e a taxa de falsos negativos (sismo sem sinal precursor) não é clara.

#### Comportamento animal
Após um sismo já ter começado, as ondas de pressão (onda P) viajam duas vezes mais rápido que as ondas de cisalhamento (onda S) mais danosas. Geralmente não percebidas por humanos, alguns animais podem notar as vibrações menores que chegam de alguns a algumas dezenas de segundos antes do tremor principal, tornando-se alarmados ou exibindo comportamento incomum. Sismógrafos também podem detectar ondas P, e a diferença de tempo é explorada por sistemas eletrônicos de sistema de alerta de sismos para fornecer aos humanos alguns segundos para se deslocarem para um local mais seguro.
Uma revisão de estudos científicos disponíveis até 2018, abrangendo mais de 130 espécies, encontrou evidências insuficientes para mostrar que animais poderiam fornecer alerta de sismos horas, dias ou semanas antes. Correlações estatísticas sugerem que alguns comportamentos animais incomuns relatados são devido a sismos menores (precursores) que às vezes precedem um grande sismo, que, se pequenos o suficiente, podem passar despercebidos por pessoas. Precursores também podem causar mudanças nas águas subterrâneas ou liberar gases que podem ser detectados por animais. Precursores são também detectados por sismógrafos e têm sido estudados há muito tempo como possíveis preditores, mas sem sucesso. Sismólogos não encontraram evidências de mudanças físicas ou químicas de médio prazo que predizem sismos e que animais poderiam estar detectando.
Relatos anedóticos de comportamento animal estranho antes de sismos foram registrados por milhares de anos. Alguns comportamentos animais incomuns podem ser erroneamente atribuídos a um sismo próximo no futuro. O efeito de memória de flash faz com que detalhes comuns se tornem mais memoráveis e significativos quando associados a um evento emocionalmente poderoso, como um sismo. Mesmo a grande maioria dos relatórios científicos na revisão de 2018 não incluiu observações mostrando que animais não agiram de forma incomum quando não havia um sismo prestes a acontecer, significando que o comportamento não foi estabelecido como preditivo.
A maioria dos pesquisadores investigando a predição de sismos por animais está na China e no Japão. A maioria das observações científicas veio do sismo de Canterbury de 2010 na Nova Zelândia, do sismo de Nagano de 1984 no Japão e do sismo de Áquila de 2009 na Itália.
Animais conhecidos por serem magnetorreceptivos podem detectar ondas eletromagnéticas nas faixas de frequência ultrabaixa e frequência extremamente baixa que atingem a superfície da Terra antes de um sismo, causando comportamento estranho. Essas ondas eletromagnéticas também poderiam causar ionização do ar, oxidação da água e possível toxificação da água, que outros animais poderiam detectar.

#### Dilatância-difusão
Na década de 1970, a hipótese da dilatância-difusão era altamente considerada por fornecer uma base física para vários fenômenos vistos como possíveis precursores de sismos. Baseava-se em "evidências sólidas e repetíveis" de experimentos de laboratório que mostravam que rochas cristalinas altamente estressadas experimentavam uma mudança de volume, ou dilatância, o que causa mudanças em outras características, como velocidade sísmica e resistividade elétrica, e até elevações em larga escala da topografia. Acreditava-se que isso ocorria em uma 'fase preparatória' pouco antes do sismo, e que um monitoramento adequado poderia, portanto, alertar sobre um sismo iminente.
A detecção de variações nas velocidades relativas das ondas sísmicas primárias e secundárias – expressas como Vp/Vs – à medida que passavam por uma certa zona foi a base para prever o sismo de Blue Mountain Lake (NY) de 1973 e o sismo de Riverside (CA) de 1974. Embora essas predições fossem informais e até triviais, seu aparente sucesso foi visto como confirmação tanto da dilatância quanto da existência de um processo preparatório, levando ao que posteriormente foram chamados de "afirmações extremamente otimistas" de que a predição bem-sucedida de sismos "parece estar à beira da realidade prática."
No entanto, muitos estudos questionaram esses resultados, e a hipótese acabou sendo abandonada. Estudos subsequentes mostraram que ela "falhou por várias razões, em grande parte associadas à validade das suposições em que se baseava", incluindo a suposição de que resultados de laboratório podem ser escalados para o mundo real. Outro fator foi o viés da seleção retrospectiva de critérios. Outros estudos mostraram que a dilatância é tão insignificante que Main et al. 2012 concluíram: "O conceito de uma 'zona de preparação' em grande escala indicando a provável magnitude de um evento futuro permanece tão etéreo quanto o éter não detectado na experiência de Michelson-Morley."

#### Mudanças em Vp/Vs
Vp é o símbolo para a velocidade de uma onda sísmica "P" (primária ou de pressão) passando pela rocha, enquanto Vs é o símbolo para a velocidade da onda "S" (secundária ou de cisalhamento). Experimentos de laboratório em pequena escala mostraram que a razão dessas duas velocidades – representada como Vp/Vs – muda quando a rocha está próxima do ponto de fratura. Na década de 1970, considerava-se uma descoberta promissora quando sismólogos russos relataram observar tais mudanças (posteriormente descartadas.) na região de um sismo subsequente. Esse efeito, assim como outros possíveis precursores, foi atribuído à dilatância, onde a rocha estressada até próximo de seu ponto de ruptura se expande (dilata) ligeiramente.
O estudo desse fenômeno próximo ao lago Blue Mountain no estado de Nova York levou a uma predição informal bem-sucedida em 1973, e foi creditado por prever o sismo de Riverside (CA) de 1974. No entanto, sucessos adicionais não se seguiram, e foi sugerido que essas predições foram um acaso. Uma anomalia de Vp/Vs foi a base de uma predição de 1976 de um sismo de M 5,5 a 6,5 perto de Los Angeles, que não ocorreu. Outros estudos que usaram explosões em pedreiras (mais precisas e repetíveis) não encontraram tais variações, enquanto uma análise de dois sismos na Califórnia constatou que as variações relatadas eram mais provavelmente causadas por outros fatores, incluindo a seleção retrospectiva de dados. Geller (1997) observou que os relatos de mudanças significativas de velocidade cessaram por volta de 1980.

#### Emissões de radônio
A maioria das rochas contém pequenas quantidades de gases que podem ser isotopicamente distinguidos dos gases atmosféricos normais. Há relatos de picos nas concentrações desses gases antes de um grande sismo; isso foi atribuído à liberação devida à tensão pré-sísmica ou fraturamento da rocha. Um desses gases é o radônio, produzido pela decadência radioativa de quantidades vestigiais de urânio presentes na maioria das rochas. O radônio é potencialmente útil como preditor de sismos porque é radioativo e, portanto, facilmente detectável, e sua curta meia-vida (3,8 dias) torna os níveis de radônio sensíveis a flutuações de curto prazo.
Uma compilação de 2009 listou 125 relatos de mudanças nas emissões de radônio antes de 86 sismos desde 1966. No entanto, a ICEF constatou em sua revisão crítica de 2011 que os sismos com os quais essas mudanças supostamente estão ligadas estavam a até 1.000 km de distância, meses depois, e em todas as magnitudes. Em alguns casos, as anomalias foram observadas em um local distante, mas não em locais mais próximos. A ICEF concluiu que "não há correlação significativa".

#### Anomalias eletromagnéticas
Observações de distúrbios eletromagnéticos e sua atribuição ao processo de falha de sismos remontam ao sismo de Lisboa de 1755, mas praticamente todas essas observações antes de meados dos anos 1960 são inválidas porque os instrumentos usados eram sensíveis a movimentos físicos. Desde então, vários fenômenos elétricos, de resistividade elétrica e magnéticos foram atribuídos a mudanças de tensão e deformação que precedem sismos, levantando esperanças de encontrar um precursor de sismo confiável. Embora um punhado de pesquisadores tenha ganhado muita atenção com teorias de como tais fenômenos podem ser gerados, alegações de terem observado tais fenômenos antes de um sismo, nenhum desses fenômenos foi mostrado como um precursor real para predição.
Uma revisão de 2011 pela ICEF encontrou que os precursores eletromagnéticos "mais convincentes" são anomalias magnéticas de frequência ultra baixa, como o evento Corralitos (discutido abaixo) registrado antes do sismo de Loma Prieta de 1989. No entanto, posteriormente acreditou-se que a observação era um mau funcionamento do sistema. O estudo do sismo de Parkfield de 2004, monitorado de perto pelo Serviço Geológico dos Estados Unidos, não encontrou evidências de sinais eletromagnéticos precursores com base em nove instalações de campo; estudos adicionais mostraram que sismos com magnitudes inferiores a 5 não produziram sinais transitórios significativos. A ICEF considerou que a busca por precursores úteis não teve sucesso até 2011.

##### Sinais elétricos sísmicos VAN
A alegação mais destacada e criticada de um precursor eletromagnético é o método VAN dos professores de física Panayiotis Varotsos, Kessar Alexopoulos e Konstantine Nomicos (VAN) da Universidade de Atenas. Em um artigo de 1981, eles afirmaram que, ao medir voltagens geoelétricas – o que chamaram de "sinais elétricos sísmicos" (SES) – poderiam prever sismos.
Em 1984, eles afirmaram que havia uma "correspondência um-a-um" entre SES e sismos – ou seja, que "cada sismo significativo é precedido por um SES e, inversamente, cada SES é sempre seguido por um sismo cuja magnitude e epicentro podem ser preditos de forma confiável" – o SES aparecendo entre 6 e 115 horas antes do sismo. Como prova de seu método, eles alegaram uma série de predições bem-sucedidas.
Embora o relatório deles tenha sido "saudado por alguns como um grande avanço", entre os sismólogos, foi recebido com uma "onda de ceticismo generalizado". Em 1996, um artigo submetido pela VAN à revista Geophysical Research Letters foi submetido a uma revisão pública sem precedentes por um amplo grupo de revisores, com o artigo e as revisões publicados em uma edição especial; a maioria dos revisores considerou os métodos da VAN falhos. Críticas adicionais foram levantadas no mesmo ano em um debate público entre alguns dos principais envolvidos.
Uma crítica primária foi que o método é geofisicamente implausível e cientificamente infundado. Objeções adicionais incluíram a falsidade demonstrável da alegada relação um-a-um entre sismos e SES, a improbabilidade de um processo precursor gerar sinais mais fortes do que os observados nos próprios sismos, e a forte probabilidade de que os sinais fossem artificiais. Trabalhos posteriores na Grécia rastrearam sinais elétricos transitórios anômalos semelhantes a SES até fontes humanas específicas e descobriram que tais sinais não são excluídos pelos critérios usados pela VAN para identificar SES. Trabalhos mais recentes, empregando métodos modernos de física estatística, como análise de flutuação destendenciada (DFA), DFA multifractal e transformada de wavelet, revelaram que os SES são claramente distintos de sinais produzidos por fontes artificiais.
A validade do método VAN, e portanto o significado preditivo dos SES, baseava-se principalmente na alegação empírica de sucesso preditivo demonstrado. Numerosas fraquezas foram descobertas na metodologia da VAN, e em 2011, a ICEF concluiu que a capacidade de predição alegada pela VAN não pôde ser validada. A maioria dos sismólogos considera que a VAN foi "desmentida de forma contundente". Por outro lado, a seção "Earthquake Precursors and Prediction" do Encyclopedia of Solid Earth Geophysics: part of "Encyclopedia of Earth Sciences Series" (Springer 2011) termina da seguinte forma (logo antes de seu resumo): "foi recentemente mostrado que, ao analisar séries temporais em um domínio de tempo recém-introduzido 'tempo natural', a aproximação ao estado crítico pode ser claramente identificada (Sarlis et al. 2008). Dessa forma, eles parecem ter conseguido reduzir o tempo de espera da predição VAN para apenas alguns dias (Uyeda e Kamogawa 2008). Isso significa que os dados sísmicos podem desempenhar um papel surpreendente como precursor de curto prazo quando combinados com dados SES".
Desde 2001, o grupo VAN introduziu um conceito chamado "tempo natural", aplicado à análise de seus precursores. Inicialmente, é aplicado em SES para distingui-los de ruído e relacioná-los a um possível sismo iminente. Em caso de verificação (classificação como "atividade SES"), a análise de tempo natural é adicionalmente aplicada à sismicidade geral subsequente da área associada à atividade SES, para melhorar o parâmetro de tempo da predição. O método trata o início do sismo como um fenômeno crítico. Uma revisão do método VAN atualizado em 2020 diz que ele sofre de uma abundância de falsos positivos e, portanto, não é utilizável como um protocolo de predição. O grupo VAN respondeu apontando mal-entendidos no raciocínio específico.

##### Anomalia de Corralitos
Provavelmente o evento seismo-eletromagnético mais celebrado, e um dos exemplos mais frequentemente citados de um possível precursor de sismo, é a anomalia de Corralitos de 1989. No mês anterior ao sismo de Loma Prieta de 1989, medições do campo magnético da Terra em frequências ultra-baixas por um magnetômetro em Corralitos, Califórnia, a apenas 7 km do epicentro do sismo iminente, começaram a mostrar aumentos anômalos na amplitude. Apenas três horas antes do sismo, as medições dispararam para cerca de trinta vezes maior que o normal, com amplitudes diminuindo após o sismo. Tais amplitudes não haviam sido vistas em dois anos de operação, nem em um instrumento semelhante localizado a 54 km de distância. Para muitas pessoas, essa aparente localidade no tempo e espaço sugeriu uma associação com o sismo.
Magnetômetros adicionais foram posteriormente implantados no norte e sul da Califórnia, mas após dez anos e vários grandes sismos, sinais semelhantes não foram observados. Estudos mais recentes lançaram dúvidas sobre a conexão, atribuindo os sinais de Corralitos a uma perturbação magnética não relacionada ou, ainda mais simplesmente, a um mau funcionamento do sistema de sensores.

##### Física de Freund
Em suas investigações de física cristalina, Friedemann Freund descobriu que moléculas de água embutidas em rochas podem se dissociar em íons se a rocha estiver sob intensa tensão. Os portadores de carga resultantes podem gerar correntes de bateria sob certas condições. Freund sugeriu que talvez essas correntes fossem responsáveis por precursores de sismos, como radiação eletromagnética, luzes de sismos e distúrbios no plasma da ionosfera. O estudo dessas correntes e interações é conhecido como "física de Freund".
A maioria dos sismólogos rejeita a sugestão de Freund de que sinais gerados por tensão podem ser detectados e usados como precursores, por várias razões. Primeiro, acredita-se que a tensão não se acumula rapidamente antes de um grande sismo, e assim não há razão para esperar que grandes correntes sejam geradas rapidamente. Em segundo lugar, os sismólogos pesquisaram extensivamente por precursores elétricos estatisticamente confiáveis, usando instrumentação sofisticada, e não identificaram tais precursores. E, em terceiro lugar, a água na crosta terrestre faria com que quaisquer correntes geradas fossem absorvidas antes de chegarem à superfície.

###### Perturbação do ciclo diário da ionosfera

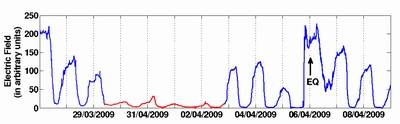
A gravação ULF* da retenção da camada D da ionosfera, que absorve radiação EM durante as noites antes do sismo em Áquila, Itália, em 06/04/2009. A anomalia é indicada em vermelho.

A ionosfera geralmente desenvolve sua camada D durante o dia, enquanto à noite essa camada desaparece à medida que o plasma ali se transforma em gás. Durante a noite, a camada F da ionosfera permanece formada, em altitude mais alta que a camada D. Um guia de ondas para frequências de rádio HF de até 10 MHz é formado durante a noite (propagação por onda ionosférica) à medida que a camada F reflete essas ondas de volta à Terra. A onda ionosférica é perdida durante o dia, pois a camada D absorve essas ondas.
As tensões tectônicas na crosta terrestre são considerados causadores de ondas de cargas elétricas que viajam para a superfície da Terra e afetam a ionosfera. Gravações ULF* do ciclo diário da ionosfera indicam que o ciclo usual pode ser perturbado alguns dias antes de um sismo forte e raso. Quando a perturbação ocorre, observa-se que ou a camada D é perdida durante o dia, resultando em elevação da ionosfera e formação de ondas ionosféricas, ou a camada D aparece à noite, resultando em abaixamento da ionosfera e, portanto, ausência de ondas ionosféricas.
Centros científicos desenvolveram uma rede de transmissores e receptores VLF em escala global que detectam mudanças nas ondas ionosféricas. Cada receptor também é um transmissor em cadeia para distâncias de 1000–10.000 km e opera em diferentes frequências dentro da rede. A área geral sob excitação pode ser determinada dependendo da densidade da rede. Por outro lado, foi mostrado que eventos extremos globais, como tempestades magnéticas ou erupções solares, e eventos extremos locais no mesmo caminho VLF, como outro sismo ou uma erupção vulcânica que ocorrem em tempo próximo ao sismo sob avaliação, dificultam ou impossibilitam relacionar mudanças na ondas ionosféricas ao sismo de interesse.
Em 2017, um artigo no Journal of Geophysical Research mostrou que a relação entre anomalias ionosféricas e grandes eventos sísmicos (M≥6,0) ocorridos globalmente de 2000 a 2014 foi baseada na presença de clima solar. Quando os dados solares são removidos da série temporal, a correlação não é mais estatisticamente significativa. Um artigo subsequente no Physics of the Earth and Planetary Interiors em 2020 mostra que o clima solar e os distúrbios ionosféricos são uma causa potencial para desencadear grandes sismos com base nessa relação estatística. O mecanismo proposto é a indução eletromagnética da ionosfera para a zona de falha. Os fluidos de falha são condutivos e podem produzir correntes telúricas em profundidade. A mudança resultante no campo magnético local na falha desencadeia a dissolução de minerais e enfraquece a rocha, enquanto também pode alterar a química e o nível da água subterrânea. Após o evento sísmico, diferentes minerais podem ser precipitados, alterando novamente a química e o nível da água subterrânea. Esse processo de dissolução e precipitação de minerais antes e após um sismo foi observado na Islândia. Este modelo faz sentido dos dados ionosféricos, sísmicos e de águas subterrâneas.

###### Observação por satélite da declinação esperada da temperatura do solo

A gravação térmica noturna em 06, 21 e 28 de janeiro de 2001 na região de Gujarat, Índia. Marcado com um asterisco está o epicentro do sismo de Bhuj em 26 de janeiro, que foi de magnitude 7,9. A gravação intermediária revela uma anomalia térmica em 21 de janeiro, mostrada em vermelho. Na gravação seguinte, 2 dias após o sismo, a anomalia térmica desapareceu.

Uma maneira de detectar a mobilidade das tensões tectônicas é detectar temperaturas localmente elevadas na superfície da crosta, medidas por satélites. Durante o processo de avaliação, o fundo de variação diária e ruído devido a distúrbios atmosféricos e atividades humanas são removidos antes de visualizar a concentração de tendências na área mais ampla de uma falha. Este método foi aplicado experimentalmente desde 1995.
Em uma abordagem mais recente para explicar o fenômeno, Friedemann Freund, da NASA, propôs que a radiação infravermelha capturada pelos satélites não se deve a um aumento real na temperatura da superfície da crosta. De acordo com essa versão, a emissão é resultado da excitação quântica que ocorre na recombinação química de portadores de carga positiva (buracos de elétron) que viajam das camadas mais profundas para a superfície da crosta a uma velocidade de 200 m/s. A carga elétrica surge como resultado do aumento das tensões tectônicos à medida que o momento do sismo se aproxima. Essa emissão se estende superficialmente até 500 x 500 km2 para eventos muito grandes e para quase imediatamente após o sismo.

### Tendências
Em vez de observar fenômenos anômalos que possam ser sinais precursores de um sismo iminente, outras abordagens para prever sismos buscam tendências ou padrões que levam a um sismo. Como essas tendências podem ser complexas e envolver muitas variáveis, técnicas estatísticas avançadas são frequentemente necessárias para compreendê-las, sendo, portanto, às vezes chamadas de métodos estatísticos. Essas abordagens também tendem a ser mais probabilísticas e a terem períodos de tempo maiores, fundindo-se assim com a previsão de sismos.

#### Nowcasting
O nowcasting de sismos, sugerido em 2016, é a estimativa do estado dinâmico atual de um sistema sismológico, baseado no tempo natural introduzida em 2001. Difere da previsão, que visa estimar a probabilidade de um evento futuro, mas também é considerada uma base potencial para previsão. Cálculos de nowcasting produzem o "escore de potencial de sismo", uma estimativa do nível atual de progresso sísmico. Aplicações típicas são: grandes sismos globais e tsunamis, réplicas e sismicidade induzida, sismicidade induzida em campos de gás, risco sísmico para megacidades globais, estudo de agrupamento de grandes sismos globais, etc.

#### Rebote elástico
Mesmo a rocha mais rígida não é perfeitamente rígida. Dado uma grande força (como entre duas imensas placas tectônicas movendo-se uma contra a outra), a crosta terrestre se dobrará ou se deformará. De acordo com a teoria do rebote elástico de Reid (1910), eventualmente a deformação (tensão) se torna grande o suficiente para que algo se rompa, geralmente em uma falha existente. O deslizamento ao longo da ruptura (um sismo) permite que a rocha de cada lado retorne a um estado menos deformado. No processo, energia é liberada em várias formas, incluindo ondas sísmicas. O ciclo de força tectônica sendo acumulada em deformação elástica e liberada em um rebote súbito é então repetido. Como o deslocamento de um único sismo varia de menos de 1 m a cerca de 10 m (para um sismo de M 8), a existência demonstrada de grandes deslocamentos de deslizamento lateral de centenas de milhas mostra a existência de um ciclo de sismo de longa duração.

#### Sismos característicos
As falhas de sismos mais estudadas (como o megafalha de Nankai, a falha de Wasatch e a falha de San Andreas) parecem ter segmentos distintos. O modelo de sismo característico postula que os sismos são geralmente restritos a esses segmentos. Como os comprimentos e outras propriedades dos segmentos são fixos, os sismos que rompem toda a falha devem ter características semelhantes. Estas incluem a magnitude máxima (que é limitada pelo comprimento da ruptura) e a quantidade de tensão acumulada necessária para romper o segmento da falha. Como os movimentos contínuos das placas causam o acúmulo constante de tensão, a atividade sísmica em um dado segmento deve ser dominada por sismos de características semelhantes que se repetem em intervalos relativamente regulares. Para um dado segmento de falha, identificar esses sismos característicos e determinar sua taxa de recorrência (ou, inversamente, período de retorno) deve, portanto, informar sobre a próxima ruptura; essa é a abordagem geralmente usada na previsão de risco sísmico. UCERF3 é um exemplo notável de tal previsão, preparada para o estado da Califórnia. Períodos de retorno também são usados para prever outros eventos raros, como ciclones e inundações, e assumem que a frequência futura será semelhante à frequência observada até o momento.
A ideia de sismos característicos foi a base da predição de Parkfield: sismos bastante semelhantes em 1857, 1881, 1901, 1922, 1934 e 1966 sugeriram um padrão de rupturas a cada 21,9 anos, com um desvio padrão de ±3,1 anos. A extrapolação a partir do evento de 1966 levou a uma predição de um sismo por volta de 1988, ou antes de 1993 no mais tardar (no intervalo de confiança de 95%). O apelo de tal método é que a predição é derivada inteiramente da tendência, que supostamente considera a física de sismos desconhecida e possivelmente incognoscível e os parâmetros da falha. No entanto, no caso de Parkfield, o sismo predito não ocorreu até 2004, uma década atrasado. Isso compromete seriamente a alegação de que os sismos em Parkfield são quase periódicos e sugere que os eventos individuais diferem o suficiente em outros aspectos para questionar se eles têm características distintas em comum.
O fracasso da predição de Parkfield levantou dúvidas quanto à validade do próprio modelo de sismo característico. Alguns estudos questionaram as várias suposições, incluindo a principal de que os sismos são restritos a segmentos, e sugeriram que os "sismos característicos" podem ser um artefato de viés de seleção e da brevidade dos registros sismológicos (em relação aos ciclos de sismos). Outros estudos consideraram se outros fatores precisam ser considerados, como a idade da falha. Se as rupturas de sismos são geralmente restritas a um segmento (como frequentemente observado), ou rompem além dos limites do segmento (também observado), tem um impacto direto no grau de risco sísmico: os sismos são maiores onde múltiplos segmentos se rompem, mas ao aliviar mais tensão, eles ocorrerão com menos frequência.

#### Lacunas sísmicas
No contato onde duas placas tectônicas deslizam uma contra a outra, cada seção deve eventualmente deslizar, pois (a longo prazo) nenhuma fica para trás. Mas elas não deslizam todas ao mesmo tempo; diferentes seções estarão em diferentes estágios no ciclo de acumulação de tensão (deformação) e rebote súbito. No modelo de lacuna sísmica, o "próximo grande sismo" deve ser esperado não nos segmentos onde a sismicidade recente aliviou a tensão, mas nas lacunas intermediárias onde a tensão não aliviada é maior. Este modelo tem um apelo intuitivo; é usado na previsão de longo prazo e foi a base de uma série de previsões circumpacíficas (Círculo de Fogo) em 1979 e 1989–1991.
No entanto, algumas suposições subjacentes sobre lacunas sísmicas agora são conhecidas como incorretas. Um exame detalhado sugere que "pode não haver informação nas lacunas sísmicas sobre o momento de ocorrência ou a magnitude do próximo grande evento na região"; testes estatísticos das previsões circumpacíficas mostram que o modelo de lacuna sísmica "não previu grandes sismos bem". Outro estudo concluiu que um longo período de silêncio não aumentava o potencial de sismo.

#### Padrões de sismicidade
Diversos algoritmos derivados heuristicamente foram desenvolvidos para prever sismos. Provavelmente o mais conhecido é a família de algoritmos M8 (incluindo o método RTP) desenvolvida sob a liderança de Vladimir Keilis-Borok. O M8 emite um alarme de "tempo de probabilidade aumentada" (TIP) para um grande sismo de uma magnitude especificada ao observar certos padrões de sismos menores. Os TIPs geralmente cobrem grandes áreas (até 1.000 km de diâmetro) por até cinco anos. Tais parâmetros amplos tornaram o M8 controverso, pois é difícil determinar se quaisquer acertos que ocorreram foram habilmente preditos ou apenas resultado do acaso.
O M8 ganhou considerável atenção quando os sismos de San Simeon e Hokkaido de 2003 ocorreram dentro de um TIP. Em 1999, o grupo de Keilis-Borok publicou uma alegação de ter alcançado resultados significativos de médio prazo usando seus modelos M8 e MSc, no que diz respeito a grandes sismos mundiais. No entanto, Geller et al. são céticos sobre alegações de predição em qualquer período inferior a 30 anos. Um TIP amplamente divulgado para um sismo de M 6.4 no sul da Califórnia em 2004 não se cumpriu, nem outros dois TIPs menos conhecidos. Um estudo profundo do método RTP em 2008 constatou que, de cerca de vinte alarmes, apenas dois poderiam ser considerados acertos (e um deles tinha uma chance de 60% de ocorrer de qualquer forma). Concluiu que "o RTP não é significativamente diferente de um método ingênuo de adivinhação baseado nas taxas históricas [de] sismicidade."
A "liberação de momento acelerada" (AMR, "momento" sendo uma medida de energia sísmica), também conhecida como análise de tempo até a falha, ou "liberação de momento sísmico acelerado" (ASMR), baseia-se em observações de que a atividade de precursores antes de um grande sismo não apenas aumentava, mas aumentava a uma taxa exponencial. Em outras palavras, um gráfico do número acumulado de precursores fica mais íngreme pouco antes do choque principal.
Após a formulação por Bowman et al. (1998) em uma hipótese testável, e vários relatórios positivos, a AMR parecia promissora apesar de vários problemas. Questões conhecidas incluíam não ser detectada para todos os locais e eventos, e a dificuldade de projetar um tempo de ocorrência preciso quando a cauda da curva fica íngreme. Mas testes rigorosos mostraram que as tendências aparentes de AMR provavelmente resultam de como o ajuste de dados é feito, e da falha em considerar o agrupamento espaço-temporal de sismos. As tendências de AMR são, portanto, estatisticamente insignificantes. O interesse em AMR (julgado pelo número de artigos revisados por pares) diminuiu desde 2004.

#### Aprendizado de máquina
Rouet-Leduc et al. (2019) relataram ter treinado com sucesso uma floresta aleatória de regressão em dados de séries temporais acústicas capaz de identificar um sinal emitido de zonas de falha que prevê a falha da falha. Rouet-Leduc et al. (2019) sugeriram que o sinal identificado, anteriormente assumido como ruído estatístico, reflete a emissão crescente de energia antes de sua liberação súbita durante um evento de deslizamento. Rouet-Leduc et al. (2019) também postularam que sua abordagem poderia limitar os tempos de falha da falha e levar à identificação de outros sinais desconhecidos. Devido à raridade dos sismos mais catastróficos, a obtenção de dados representativos permanece problemática. Em resposta, Rouet-Leduc et al. (2019) conjecturaram que seu modelo não precisaria treinar com dados de sismos catastróficos, uma vez que pesquisas adicionais mostraram que os padrões sísmicos de interesse são semelhantes em sismos menores.
O aprendizagem profundo também foi aplicado à predição de sismos. Embora a lei de Bath e a lei de Omori descrevam a magnitude das réplicas de sismos e suas propriedades variantes no tempo, a predição da "distribuição espacial de réplicas" permanece um problema de pesquisa aberto. Usando as bibliotecas de software Theano e TensorFlow, DeVries et al. (2018) treinaram uma rede neural que alcançou maior precisão na predição de distribuições espaciais de réplicas de sismos do que a metodologia anteriormente estabelecida de mudança de tensão de falha de Coulomb. Notavelmente, DeVries et al. (2018) relataram que seu modelo não fazia "suposições sobre a orientação ou geometria do plano receptor" e dava grande peso à mudança no tensão de cisalhamento, "soma dos valores absolutos dos componentes independentes do tensor de mudança de tensão" e o critério de rendimento de von Mises. DeVries et al. (2018) postularam que a dependência de seu modelo dessas quantidades físicas indicava que elas poderiam "controlar o desencadeamento de sismos durante a parte mais ativa do ciclo sísmico." Para testes de validação, DeVries et al. (2018) reservaram 10% das amostras de dados de sismos positivos de treinamento e uma quantidade igual de amostras negativas escolhidas aleatoriamente.
Arnaud Mignan e Marco Broccardo analisaram o uso de redes neurais artificiais na predição de sismos. Eles observaram que a pesquisa tem evoluído para modelos mais sofisticados, mas modelos mais simples frequentemente igualam o desempenho. A natureza estruturada dos catálogos sismológicos torna modelos de aprendizado de máquina transparentes mais desejáveis do que redes neurais complexas.

#### Sismicidade induzida por EMP
Pulsos eletromagnéticos de alta energia (EMP) podem induzir sismos em 2 a 6 dias. Sugere-se que impactos eletromagnéticos fortes possam controlar a sismicidade, que parece mais regular após esses eventos.

## Predições notáveis
Estas são predições ou alegações de predições notáveis, seja por relevância científica ou notoriedade pública, com base em fundamentos científicos ou quase científicos. Como muitas predições são mantidas em sigilo ou publicadas em locais obscuros, tornando-se notáveis apenas quando reivindicadas, pode haver um viés de seleção, com acertos recebendo mais atenção do que falhas. As predições listadas aqui são discutidas em Predicting Earthquakes de Hough e no artigo de Geller.

### 1975: Haicheng, China
O sismo de Haicheng (M 7,3) é frequentemente citado como um sucesso de predição. A narrativa sugere que o estudo da atividade sísmica na região levou as autoridades chinesas a emitir uma predição de médio prazo em junho de 1974, resultando em medidas como evacuação forçada, construção de estruturas externas simples e exibição de filmes ao ar livre. O sismo, às 19:36, destruiu ou danificou gravemente cerca de metade das residências. As medidas preventivas teriam limitado as mortes a cerca de 2.041 em uma população de 1,6 milhão, onde dezenas de milhares de vítimas poderiam ser esperadas.
No entanto, há ceticismo sobre a narrativa. Durante a Revolução Cultural, a crença na predição de sismos era uma questão ideológica. Registros desorganizados dificultam a verificação, incluindo se houve evacuação ordenada. O método usado para predições de curto ou médio prazo (exceto a "linha revolucionária do Presidente Mao") não foi especificado. A evacuação pode ter sido espontânea, após um forte (M 4,7) pré-sismo no dia anterior.
Um estudo de 2006, com acesso a registros extensos, concluiu que as predições eram falhas. "Em particular, não houve predição oficial de curto prazo, embora tal predição tenha sido feita por cientistas individuais." Além disso, "foram os pré-sismos sozinhos que desencadearam as decisões finais de alerta e evacuação". Estimou-se 2.041 mortes. A menor mortalidade foi atribuída a circunstâncias fortuitas, como educação sísmica nos meses anteriores, iniciativa local, horário (quando as pessoas não estavam trabalhando nem dormindo) e estilo de construção local. Os autores concluíram que, embora insatisfatória como predição, "foi uma tentativa de prever um grande sismo que, pela primeira vez, não resultou em fracasso prático."

### 1981: Lima, Peru (Brady)
Em 1976, Brian Brady, físico do Departamento de Minas dos Estados Unidos, onde estudava fraturas de rochas, concluiu em uma série de quatro artigos que a tensão acumulada na zona de subducção ao largo do Peru poderia resultar em um sismo de grande magnitude entre sete e quatorze anos a partir de meados de novembro de 1974. Em um memorando interno de junho de 1978, ele especificou outubro a novembro de 1981, com magnitude de 9.2±0.2. Em 1980, mencionou meados de setembro de 1980. Isso foi discutido em um seminário científico em San Juan, Argentina, em outubro de 1980, onde W. Spence, colega de Brady, apresentou um artigo. Brady e Spence reuniram-se com autoridades dos EUA e do Peru em 29 de outubro, prevendo uma série de sismos de grande magnitude na segunda metade de 1981. A previsão tornou-se amplamente conhecida no Peru após manchetes sensacionalistas em jornais de Lima em 26 de janeiro de 1981.
Em 27 de janeiro de 1981, o National Earthquake Prediction Evaluation Council (NEPEC) declarou-se "não convencido da validade científica" da predição, afirmando que os dados de sismicidade observados e a teoria apresentada não sustentavam os tempos, locais e magnitudes preditos. A probabilidade de sismos na data indicada era baixa, e a predição não deveria ser levada a sério.
Sem se abalar, Brady revisou sua previsão, afirmando que haveria pelo menos três sismos em 6 de julho, 18 de agosto e 24 de setembro de 1981. Um oficial do USGS alertou: "Se ele continuar jogando esse jogo... eventualmente acertará, e suas teorias serão consideradas válidas por muitos."
Em 28 de junho (data amplamente aceita como a do primeiro sismo predito), reportou-se que "a população de Lima passou um domingo tranquilo". Um jornal peruano publicou: "NO PASÓ NADA" ("Nada aconteceu").
Em julho, Brady retirou formalmente sua predição, alegando ausência de atividade sísmica necessária. As perdas econômicas, devido à redução do turismo, foram estimadas em cerca de cem milhões de dólares.

### 1985–1993: Parkfield, EUA (Bakun-Lindh)
O experimento de predição do sismo de Parkfield foi o mais destacado cientificamente. Baseava-se na observação de que o segmento de Parkfield da falha de San Andreas rompe regularmente com um sismo moderado de cerca de M 6 a cada poucas décadas: 1857, 1881, 1901, 1922, 1934 e 1966. Mais especificamente, Bakun & Lindh (1985) destacaram que, excluindo o sismo de 1934, esses ocorrem a cada 22 anos, ±4,3 anos. Contando a partir de 1966, previram 95% de chance de um sismo por volta de 1988, ou até 1993. O NEPEC avaliou e concordou. O USGS e o estado da Califórnia instalaram uma das "redes de monitoramento mais sofisticadas e densas do mundo", em parte para identificar precursores. A confiança era alta, com planos detalhados para alertar autoridades de emergência em caso de sinais de um sismo iminente. Segundo o The Economist: "nunca uma emboscada foi tão cuidadosamente preparada para tal evento." O ano de 1993 passou sem o sismo. Um sismo de M 6,0 ocorreu no segmento de Parkfield em 28 de setembro de 2004, sem aviso prévio ou precursores evidentes. Embora o experimento tenha sido considerado bem-sucedido por muitos cientistas, a predição falhou por estar uma década atrasada.

### 1983–1995: Grécia (VAN)
Em 1981, o grupo "VAN", liderado por Panayiotis Varotsos, afirmou ter encontrado uma relação entre sismos e sinais elétricos sísmicos (SES). Em 1984, apresentaram uma tabela de 23 sismos de 19 de janeiro a 19 de setembro de 1983, alegando prever com sucesso 18 deles. Outras listas seguiram, como a alegação de 1991 de prever seis de sete sismos com MS ≥ 5.5 entre 1 de abril de 1987 e 10 de agosto de 1989, ou cinco de sete com MS ≥ 5.3 no período de 15 de maio de 1988 a 10 de agosto de 1989. Em 1996, publicaram um "Resumo de todas as predições emitidas de 1º de janeiro de 1987 a 15 de junho de 1995", totalizando 94 predições. Comparando isso com uma lista de "Todos os sismos com MS(ATH)", dentro de limites geográficos cobrindo a maior parte da Grécia, eles listaram 14 sismos que deveriam ter predisto, alegando dez sucessos, uma taxa de 70%.
As predições do VAN foram criticadas por serem geofisicamente implausíveis, "vagas e ambíguas", não atenderem a critérios de predição e por ajustes retroativos de parâmetros. Uma revisão crítica de 14 casos onde o VAN alegou 10 sucessos mostrou apenas um caso dentro dos parâmetros de predição. As predições do VAN não apenas não superam o acaso, mas mostram "uma associação muito melhor com os eventos que ocorreram antes delas", segundo Mulargia e Gasperini. Revisões iniciais encontraram significância estatística nos resultados do VAN. Visões positivas e negativas sobre as predições do VAN foram resumidas no livro A Critical Review of VAN, editado por Sir James Lighthill, e em um debate publicado na revista Geophysical Research Letters, focado na significância estatística do método VAN. O VAN teve oportunidade de responder aos críticos nessas publicações. Em 2011, o ICEF revisou o debate de 1996 e concluiu que a capacidade preditiva otimista do SES alegada pelo VAN não pôde ser validada. Em 2013, as atividades de SES foram associadas aos mínimos das flutuações do parâmetro de ordem da sismicidade, considerados precursores estatisticamente significativos por análise de coincidência de eventos.
Um problema crucial é a grande indeterminação dos parâmetros das predições, levando críticos a afirmarem que não são predições. Grande parte da controvérsia com o VAN decorre dessa falha em especificar parâmetros. Alguns telegramas do VAN incluem predições de dois eventos sísmicos distintos, como um sismo a 300 km "NW" de Atenas e outro a 240 km "W", "com magnitudes [sic] 5,3 e 5,8", sem limite de tempo. A estimativa do parâmetro de tempo foi introduzida no método VAN por meio da análise de tempo natural em 2001. O VAN contestou as conclusões "pessimistas" de seus críticos, mas estes não cederam. Sugeriu-se que o VAN não considerou o agrupamento de sismos ou interpretou dados diferentemente em períodos de maior atividade sísmica.
O VAN foi criticado por causar pânico público e inquietação generalizada. Isso foi agravado pela amplitude de suas predições, cobrindo grandes áreas da Grécia (até 240 km, muitas vezes em pares de áreas), muito maiores que as áreas afetadas por sismos das magnitudes preditas (geralmente dezenas de quilômetros). As magnitudes também são amplas: uma magnitude predita de "6,0" abrange de 5,3 (benigna) a 6,7 (amplamente destrutiva). Combinadas com janelas de tempo indeterminadas de um mês ou mais, tais predições "não podem ser praticamente utilizadas" para determinar o nível apropriado de preparação, suspender funções sociais usuais ou emitir alertas públicos.

### 2008: Grécia (VAN)
Após 2006, o VAN alega que todos os alertas relacionados à atividade de SES foram publicados no ArXiv, avaliados pelo método de tempo natural. Um relatório foi publicado em 1º de fevereiro de 2008, duas semanas antes do sismo mais forte da Grécia no período de 1983–2011, ocorrido em 14 de fevereiro de 2008, com magnitude (Mw) 6.9. O relatório também foi descrito no jornal Ethnos em 10 de fevereiro de 2008. No entanto, Gerassimos Papadopoulos afirmou que os relatórios do VAN eram confusos e ambíguos, e que "nenhuma das alegações de predições bem-sucedidas do VAN é justificada." Uma resposta a esse comentário, insistindo na precisão da predição, foi publicada na mesma edição.

### 1989: Loma Prieta, EUA
O sismo de Loma Prieta (epicentro nas montanhas de Santa Cruz a noroeste de San Juan Bautista, Califórnia) causou danos significativos na baía de São Francisco. O USGS alegou, 12 horas após o evento, que havia "previsto" esse sismo em um relatório do ano anterior. Funcionários do USGS afirmaram que o sismo foi "antecipado"; várias outras alegações de predição também foram feitas.
Ruth Harris revisou 18 artigos (com 26 previsões) desde 1910 relacionados a previsões científicas do sismo de Loma Prieta. (Aqui, não se distingue entre previsão, limitada a uma estimativa probabilística de um sismo em um período, e predição mais específica.) Nenhuma previsão pôde ser rigorosamente testada devido à falta de especificidade. Previsões próximas do tempo e local corretos tinham janelas amplas (e.g., cobrindo grande parte da Califórnia por cinco anos), perdendo valor preditivo. Predições com probabilidade de apenas 30% tinham janelas de dez ou vinte anos.
Uma predição debatida veio do algoritmo M8, usado por Keilis-Borok e associados em quatro previsões. A primeira errou magnitude (M 7.5) e tempo (janela de cinco anos de 1º de janeiro de 1984 a 31 de dezembro de 1988), mas acertou a localização, incluindo a maior parte da Califórnia e metade de Nevada. Uma revisão apresentada ao NEPEC estendeu o tempo até 1º de julho de 1992, reduzindo a localização ao centro da Califórnia; a magnitude permaneceu a mesma. Duas revisões adicionais, para sismos M ≥ 7,0 no centro da Califórnia, tiveram janelas de cinco anos, uma terminando em julho de 1989 (errando Loma Prieta) e outra até 1990 (incluindo Loma Prieta).
Sobre o sucesso ou fracasso da predição de Loma Prieta, alguns cientistas argumentam que o sismo não ocorreu na falha de San Andreas (foco da maioria das previsões) e envolveu movimento vertical em vez de horizontal, não sendo predito. Outros argumentam que ocorreu na zona da falha de San Andreas, liberando grande parte da tensão acumulada desde o sismo de São Francisco de 1906; assim, várias predições estavam corretas. Hough afirma que "a maioria dos sismólogos" não acredita que esse sismo foi predito per se. Estritamente, não houve predições, apenas previsões, parcialmente bem-sucedidas.
Iben Browning alegou ter predito o evento de Loma Prieta, mas essa alegação foi rejeitada.

### 1990: New Madrid, EUA (Browning)
Iben Browning, cientista com doutorado em zoologia e formação em biofísica, sem experiência em geologia, geofísica ou sismologia, era um consultor empresarial que previa tendências climáticas de longo prazo. Ele apoiava a ideia (não comprovada cientificamente) de que vulcões e sismos são mais prováveis quando as forças de maré do Sol e da Lua coincidem, exercendo máxima tensão na crosta terrestre (sizígia). Calculando quando essas forças de maré maximizam, Browning "projetava" áreas de maior risco para um grande sismo. Ele mencionava frequentemente a zona sísmica de New Madrid, no canto sudeste de Missouri, local de três grandes sismos em 1811–12, associando-a à data de 3 de dezembro de 1990.
A reputação e credibilidade de Browning foram impulsionadas por sua alegação, em folhetos e anúncios, de ter predito o sismo de Loma Prieta de 17 de outubro de 1989. O NEPEC formou um grupo de trabalho ad hoc (AHWG) para avaliar a predição de Browning, rejeitando a alegação de sucesso na predição de Loma Prieta. Uma transcrição de sua palestra em São Francisco em 10 de outubro mostrou que ele disse: "provavelmente haverá vários sismos ao redor do mundo, Richter 6+, e pode haver um ou dois vulcões" – o que, globalmente, é comum em uma semana – sem menção a sismos na Califórnia.
Embora o relatório do AHWG tenha refutado as alegações de sucesso e a base da "projeção" de Browning, teve pouco impacto após um ano de alegações contínuas de sucesso. A predição de Browning recebeu apoio do geofísico David Stewart, e endosso tácito de autoridades públicas em preparativos para um grande desastre, amplificado pela exposição maciça na mídia. Nada aconteceu em 3 de dezembro, e Browning faleceu de um ataque cardíaco sete meses depois.

### 2004 e 2005: Sul da Califórnia, EUA (Keilis-Borok)
O algoritmo M8, desenvolvido sob a liderança de Vladimir Keilis-Borok na UCLA, ganhou respeito pelas predições aparentemente bem-sucedidas dos sismos de San Simeon e Hokkaido em 2003. Grande interesse foi gerado pela predição no início de 2004 de um sismo M ≥ 6.4 no sul da Califórnia, em uma área de cerca de 12.000 milhas quadradas, até 5 de setembro de 2004. O California Earthquake Prediction Evaluation Council (CEPEC) observou que o método ainda não tinha predições suficientes para validação estatística e era sensível a suposições de entrada, concluindo que nenhuma ação pública especial era necessária, mas lembrando os californianos dos "significativos riscos sísmicos em todo o estado." O sismo predito não ocorreu.
Uma predição semelhante foi feita para um sismo até 14 de agosto de 2005, na mesma área do sul da Califórnia. A avaliação do CEPEC foi semelhante, notando que a predição anterior e outras duas não se cumpriram. Essa predição também falhou.

### 2009: Áquila, Itália (Giuliani)
Às 03:32 de 6 de abril de 2009, a região de Abruzos, na Itália central, foi atingida por um sismo de magnitude M 6,3. Em Áquila e arredores, cerca de 60.000 edifícios colapsaram ou foram gravemente danificados, resultando em 308 mortes e 67.500 desabrigados. Na mesma época, foi reportado que Giampaolo Giuliani previu o sismo, tentou alertar o público, mas foi silenciado pelo governo italiano.
Giampaolo Giuliani era técnico de laboratório nos Laboratori Nazionali del Gran Sasso. Como hobby, monitorava radônio com instrumentos que projetou e construiu. Antes do sismo de Áquila, era desconhecido na comunidade científica e não publicara trabalhos científicos. Em 24 de março, foi entrevistado pelo blog em italiano Donne Democratiche sobre um enxame de sismos de baixa intensidade na região de Abruzzo desde dezembro anterior. Ele disse que o enxame era normal e diminuiria até o fim de março. Em 30 de março, Áquila foi atingida por um sismo de M 4,0, o maior até então.
Em 27 de março, Giuliani alertou o prefeito de Áquila sobre um possível sismo em 24 horas, e um sismo de M~2,3 ocorreu. Em 29 de março, fez uma segunda predição. Ele telefonou ao prefeito de Sulmona, a cerca de 55 km a sudeste de Áquila, prevendo um sismo "danoso" ou "catastrófico" em 6 a 24 horas. Vans com alto-falantes foram usadas para alertar os habitantes de Sulmona a evacuar, causando pânico. Nenhum sismo ocorreu, e Giuliani foi citado por incitar alarme público e proibido de fazer predições futuras.
Após o sismo de Áquila, Giuliani alegou ter detectado aumentos alarmantes nos níveis de radônio horas antes. Ele disse ter alertado parentes, amigos e colegas na noite anterior ao sismo. A ICEF concluiu que Giuliani não transmitiu uma predição válida do sismo principal às autoridades antes de sua ocorrência.

## Dificuldade ou impossibilidade
Como os exemplos anteriores mostram, o histórico de predição de sismos tem sido decepcionante. O otimismo dos anos 1970 de que a predição de sismos seria alcançada em breve, talvez em dez anos, mostrou-se frustrante na década de 1990. Muitos cientistas começaram a questionar por quê. Em 1997, afirmou-se que sismos não podem ser preditos, o que levou a um debate notável em 1999 sobre se a predição de sismos individuais é uma meta científica realista.
A predição de sismos pode ter falhado apenas por ser "extremamente difícil" e estar além da competência atual da ciência. Apesar do anúncio confiante há quatro décadas de que a sismologia estava "à beira" de predições confiáveis, pode haver uma subestimação das dificuldades. Já em 1978, relatou-se que a ruptura de sismos poderia ser complicada pela "distribuição heterogênea de propriedades mecânicas ao longo da falha", e em 1986, que irregularidades geométricas na superfície da falha "parecem exercer controles importantes no início e parada de rupturas". Outro estudo atribuiu diferenças significativas no comportamento de falhas à maturidade da falha. Essas complexidades não são refletidas nos métodos atuais de predição.
A sismologia pode ainda carecer de uma compreensão adequada de seu conceito central, a teoria do rebote elástico. Uma simulação que explorou suposições sobre a distribuição de deslizamento encontrou resultados "não em acordo com a visão clássica da teoria do rebote elástico". (Isso foi atribuído a detalhes de heterogeneidade da falha não considerados na teoria.)
A predição de sismos pode ser intrinsecamente impossível. Em 1997, argumentou-se que a Terra está em um estado de criticalidade auto-organizada, onde qualquer pequeno sismo tem probabilidade de evoluir para um grande evento. Também se argumentou, com base em teoria de decisão, que "a predição de grandes sismos é, em sentido prático, impossível." Em 2021, autores de várias universidades e institutos de pesquisa, estudando o Satélite Sismo-Eletromagnético da China (CSES), relataram que as alegações baseadas em criticalidade auto-organizada, de que qualquer pequeno sismo pode evoluir para um grande evento, não se sustentam à luz dos resultados obtidos pela análise de tempo natural.
A impossibilidade da predição de sismos foi fortemente contestada, mas a melhor refutação – predição eficaz de sismos – ainda não foi demonstrada.

## Sources
- Aceves, Richard L.; Park, Stephen K.; Strauss, David J. (27 de maio de 1996), «Statistical evaluation of the VAN Method using the historic earthquake catalog in Greece», Geophysical Research Letters, ISSN 1944-8007, 23 (11): 1425–1428, Bibcode:1996GeoRL..23.1425A, doi:10.1029/96GL01478.
- The Ad Hoc Working Group on the December 2–3, 1990, Earthquake Prediction [AHWG] (18 de outubro de 1990), Evaluation of the December 2–3, 1990, New Madrid Seismic Zone Prediction. Reproduced in (Spence et al. 1993, pp. 45–66 [53–74], Appendix B).
- Aggarwal, Yash P.; Sykes, Lynn R.; Simpson, David W.; Richards, Paul G. (10 de fevereiro de 1975), «Spatial and Temporal Variations in ts/tp and in P Wave Residuals at Blue Mountain Lake, New York: Application to Earthquake Prediction», Journal of Geophysical Research, 80 (5): 718–732, Bibcode:1975JGR....80..718A, doi:10.1029/JB080i005p00718.

- Alexander, David E. (2010), «The L'Aquila Earthquake of 6 April 2009 and Italian Government Policy on Disaster Response», Journal of Natural Resources Policy Research, 2 (4): 325–342, Bibcode:2010JNRPR...2..325A, doi:10.1080/19390459.2010.511450.

- Allen, Clarence R. (dezembro de 1976), «Responsibilities in earthquake prediction», Bulletin of the Seismological Society of America, 66 (6): 2069–2074, Bibcode:1976BuSSA..66.2069A, doi:10.1785/BSSA0660062069.

- Allen, Clarence R. (dezembro de 1982), «Earthquake Prediction – 1982 Overview», Bulletin of the Seismological Society of America, 72 (6B): S331–S335, Bibcode:1982BuSSA..72S.331A, doi:10.1785/BSSA07206B0331.

- Allen, Clarence R. (1983). «The Southern California Earthquake Prediction of 1976: A Prediction Unfulfilled» (PDF). Proceedings of the Seminar on Earthquake Prediction Case Histories. Geneva, 12–15 October 1982. UNDRO. pp. 77–82

- Anagnostopoulos, Stavros A. (junho de 1998), «Letter» (PDF), Physics Today, 51 (6): 96, Bibcode:1998PhT....51f..15S, doi:10.1063/1.882266, cópia arquivada (PDF) em 23 de março de 2014.

- Apostolidis, C. (10 de fevereiro de 2008), «Problepsi gia seismo 6 rixter», Pegasus Publishing, Ethnos (em grego), consultado em 16 de julho de 2016, cópia arquivada em 15 de julho de 2016.

- Atwood, L. Erwin; Major, Ann Marie (novembro de 1998), «Exploring the "Cry Wolf" Hypothesis», International Journal of Mass Emergencies and Disasters, 16 (3): 279–302, doi:10.1177/028072709801600303.

- Bakun, W. H.; Aagaard, B.; Dost, B.; Ellsworth, W. L.; Hardebeck, J. L.; Harris, R. A.; Ji, C.; Johnston, M. J. S.; Langbein, J.; Lienkaemper, J. J.; Michael, A. J.; Murray, J. R.; Nadeau, R. M.; Reasenberg, P. A.; Reichle, M. S.; Roeloffs, E. A.; Shakal, A.; Simpson, R. W.; Simpson, R. W.; Waldhauser, F. (13 de outubro de 2005), «Implications for prediction and hazard assessment from the 2004 Parkfield earthquake», Nature, 437 (7061): 969–974, Bibcode:2005Natur.437..969B, PMID 16222291, doi:10.1038/nature04067.

- Bakun, W.H.; Breckenridge, K.S.; Bredehoeft, J.; Burford, R.O.; Ellsworth, W.L.; Johnston, M.J.S.; Jones, L.; Lindh, A.G.; Mortensen, C.; Mueller, R. J.; Poley, C. M.; Roeloffs, E.; Schulz, S.; Segall, P.; Thatcher, W. (1 de maio de 1987). Parkfield, California, Earthquake Prediction Scenarios and Response Plans (PDF) (Relatório). United States Geological Survey. Open-File Report 87-192

- Bakun, W. H.; Lindh, A. G. (16 de agosto de 1985), «The Parkfield, California, Earthquake Prediction Experiment», Science, 229 (4714): 619–624, Bibcode:1985Sci...229..619B, PMID 17739363, doi:10.1126/science.229.4714.619.

- Bakun, W. H.; McEvilly, T. V. (28 de setembro de 1979), «Earthquakes near Parkfield, California: Comparing the 1934 and 1966 Sequences», Science, 205 (4413): 1375–1377, Bibcode:1979Sci...205.1375B, PMID 17732330, doi:10.1126/science.205.4413.1375.

- Bernard, P. (10 de novembro de 1992), «Plausibility of long distance electrotelluric precursors to earthquakes», Journal of Geophysical Research, 97 (B12): 17531–17546, Bibcode:1992JGR....9717531B, doi:10.1029/92JB01215.

- Bernard, P.; LeMouel, J. L. (1996), «On electrotelluric signals», A critical review of VAN, London: Lighthill, S. J. World Scientific, pp. 118–154.

- Biagi, P. F.; Maggipinto, T.; Righetti, F.; Loiacono, D.; Schiavulli, L.; Ligonzo, T.; Ermini, A.; Moldovan, I. A.; Moldovan, A. S.; Buyuksarac, A.; Silva, H. G. (7 de fevereiro de 2011), «The European VLF/LF radio network to search for earthquake precursors: setting up and natural/man-made disturbances», Natural Hazards and Earth System Sciences, ISSN 1561-8633, 11 (2): 333–341, Bibcode:2011NHESS..11..333B, doi:10.5194/nhess-11-333-2011, hdl:10174/4717

- Bolt, Bruce A. (1993), Earthquakes and geological discovery, ISBN 0-7167-5040-6, Scientific American Library.

- Bowman, D. D.; Quillon, G.; Sammis, C. G.; Sornette, A.; Sornette, D. (10 de outubro de 1998), «An observational test of the critical earthquake concept» (PDF), Journal of Geophysical Research, 103 (10): 24, 359–24, 372, Bibcode:1998JGR...10324359B, arXiv:cond-mat/9803204, doi:10.1029/98jb00792.

- Brown, Roger; Kulik, James (1977), «Flashbulb memories», Cognition, 5 (1): 73–99, doi:10.1016/0010-0277(77)90018-X.

- California Earthquake Prediction Evaluation Council (2 de março de 2004a), Report to the Director, Governor's Office of Emergency Services (PDF), cópia arquivada (PDF) em 29 de abril de 2013.

- California Earthquake Prediction Evaluation Council (9 de dezembro de 2004b), Report to the Director, Governor's Office of Emergency Services.

- Campbell, W. H. (maio de 2009), «Natural magnetic disturbance fields, not precursors, preceding the Loma Prieta earthquake», Journal of Geophysical Research, 114 (A5): A05307, Bibcode:2009JGRA..114.5307C, doi:10.1029/2008JA013932.

- Cartlidge, Edwin (3 de junho de 2011), «Quake Experts to Be Tried For Manslaughter», Science, 332 (6034): 1135–1136, Bibcode:2011Sci...332.1135C, PMID 21636750, doi:10.1126/science.332.6034.1135.

- Cartlidge, Edwin (12 de outubro de 2012), «Aftershocks in the Courtroom», Science, 338 (6104): 184–188, Bibcode:2012Sci...338..184C, PMID 23066054, doi:10.1126/science.338.6104.184.

- Castellaro, S. (2003), «§2.4.3. The classical earthquake model», in:  Mulargia, Francesco; Geller, Robert J., Earthquake science and seismic risk reduction, ISBN 978-1-4020-1778-0, Dordrecht: Kluwer Academic Publishers, pp. 56–57.

- Christopoulos, Stavros-Richard G.; Skordas, Efthimios S.; Sarlis, Nicholas V. (17 de janeiro de 2020), «On the Statistical Significance of the Variability Minima of the Order Parameter of Seismicity by Means of Event Coincidence Analysis», Applied Sciences, ISSN 2076-3417, 10 (2): 662, doi:10.3390/app10020662

- Chouliaras, G.; Stavrakakis, G. (1999), «Support for VAN's earthquake predictions is based on false statements.» (PDF), Eos Trans. AGU, 80 (19): 216, Bibcode:1999EOSTr..80..216C, doi:10.1029/99EO00166.

- Chouliaras, G. (2009), «Seismicity anomalies prior to 8 June 2008 earthquake in Western Greece», Nat. Hazards Earth Syst. Sci., 9: 327–335, doi:10.5194/nhess-9-327-2009.

- Cicerone, Robert D.; Ebel, John E.; Britton, James (25 de outubro de 2009), «A systematic compilation of earthquake precursors» (PDF), Tectonophysics, 476 (3–4): 371–396, Bibcode:2009Tectp.476..371C, doi:10.1016/j.tecto.2009.06.008.

- Cannavò, Flavio; Arena, Alessandra; Monaco, Carmelo (2015), «Local geodetic and seismic energy balance for shallow earthquake prediction», Journal of Seismology, 19 (1): 1–8, Bibcode:2015JSeis..19....1C, doi:10.1007/s10950-014-9446-z.

- Console, R. (30 de agosto de 2001), «Testing earthquake forecast hypotheses», Tectonophysics, 338 (3–4): 261–268, Bibcode:2001Tectp.338..261C, doi:10.1016/S0040-1951(01)00081-6.

- Cowan, Hugh; Nicol, Andrew; Tonkin, Philip (10 de março de 1996), «A comparison of historical and paleoseismicity in a newly formed fault zone and a mature fault zone, North Canterbury, New Zealand», Journal of Geophysical Research, 101 (B3): 6021–6036, Bibcode:1996JGR...101.6021C, doi:10.1029/95JB01588, hdl:10182/3334.

- Davies, D. (27 de novembro de 1975), «Earthquake prediction in China», Nature, 258 (5533): 286–287, Bibcode:1975Natur.258..286D, doi:10.1038/258286a0.

- DeVries, Phoebe M. R.; Viégas, Fernanda; Wattenberg, Martin; Meade, Brendan J. (agosto de 2018). «Deep learning of aftershock patterns following large earthquakes». Nature. 560 (7720): 632–634. Bibcode:2018Natur.560..632D. ISSN 1476-4687. PMID 30158606. doi:10.1038/s41586-018-0438-y
- Donges, J.F.; Schleussner, C.-F.; Siegmund, J.F.; Donner, R.V. (2016), «Event coincidence analysis for quantifying statistical interrelationships between event time series», The European Physical Journal Special Topics, ISSN 1951-6355, 225 (3): 471–487, arXiv:1508.03534, doi:10.1140/epjst/e2015-50233-y

- Drakopoulos, J.; Stavrakakis, G.N.; Latoussakis, J. (30 de agosto de 1993), «Evaluation and interpretation of thirteen official van – telegrams for the period September 10, 1986 to April 28, 1988.», Tectonophysics, 224 (1–3): 223–236, Bibcode:1993Tectp.224..223D, doi:10.1016/0040-1951(93)90075-U.

- Dollar, John (5 de abril de 2010), «The man who predicted an earthquake», The Guardian.

- Eftaxias, K.; Athanasopoulou, L.; Balasis, G.; Kalimeri, M.; Nikolopoulos, S.; Contoyiannis, Y.; Kopanas, J.; Antonopoulos, G.; Nomicos, C. (25 de novembro de 2009), «Unfolding the procedure of characterizing recorded ultra low frequency, kHZ and MHz electromagetic anomalies prior to the L'Aquila earthquake as pre-seismic ones – Part 1», Natural Hazards and Earth System Sciences, ISSN 1561-8633, 9 (6): 1953–1971, Bibcode:2009NHESS...9.1953E, arXiv:0910.0797, doi:10.5194/nhess-9-1953-2009

- Eftaxias, K.; Balasis, G.; Contoyiannis, Y.; Papadimitriou, C.; Kalimeri, M.; Athanasopoulou, L.; Nikolopoulos, S.; Kopanas, J.; Antonopoulos, G.; Nomicos, C. (16 de fevereiro de 2010), «Unfolding the procedure of characterizing recorded ultra low frequency, kHZ and MHz electromagnetic anomalies prior to the L'Aquila earthquake as pre-seismic ones – Part 2», Natural Hazards and Earth System Sciences, ISSN 1561-8633, 10 (2): 275–294, Bibcode:2010NHESS..10..275E, arXiv:0908.0686, doi:10.5194/nhess-10-275-2010

- Enriquez, Alberto (2015), «Earthquake-prediction technology deserves to be taken seriously (OPINION)», OregonLive.com, consultado em 19 de novembro de 2016.

- Evans, R. (dezembro de 1997), «Assessment of schemes for earthquake prediction: Editor's introduction», Geophysical Journal International, 131 (3): 413–420, Bibcode:1997GeoJI.131..413E, doi:10.1111/j.1365-246X.1997.tb06585.x.

- Field;  et al. (Working Group on California Earthquake Probabilities) (2008). «The Uniform California Earthquake Rupture Forecast, Version 2 (UCERF2)» (PDF) (publicado em 2009). Bulletin of the Seismological Society of America. 99 (4): 2053–2107. Bibcode:2009BuSSA..99.2053F. doi:10.1785/0120080049. Open-File Report 2007-1437. Also published as California Geological Survey Special Report 203.

- Filizzola, C.; Pergola, N.; Pietrapertosa, C.; Tramutoli, V. (1 de janeiro de 2004), «Robust satellite techniques for seismically active areas monitoring: a sensitivity analysis on September 7, 1999 Athens's earthquake», Physics and Chemistry of the Earth, Parts A/B/C, ISSN 1474-7065, Seismo Electromagnetics and Related Phenomena, 29 (4): 517–527, Bibcode:2004PCE....29..517F, doi:10.1016/j.pce.2003.11.019

- Evison, Frank (outubro de 1999), «On the existence of earthquake precursors» (PDF), Annali di Geofisica, 42 (5): 763–770.

- Fraser-Smith, A. C.; Bernardi, A.; McGill, P. R.; Ladd, M. E.; Helliwell, R. A.; Villard, O. G. Jr. (agosto de 1990), «Low-Frequency Magnetic Field Measurements Near the Epicenter of the Ms 7.1 Loma Prieta Earthquake», Geophysical Research Letters, 17 (9): 1465–1468, Bibcode:1990GeoRL..17.1465F, doi:10.1029/GL017i009p01465.\
- Freund, Friedemann (10 de maio de 2000), «Time-resolved study of charge generation and propagation in igneous rocks», Journal of Geophysical Research: Solid Earth, ISSN 2156-2202, 105 (B5): 11001–11019, Bibcode:2000JGR...10511001F, doi:10.1029/1999JB900423.

- Freund, Friedemann T.; Takeuchi, Akihiro; Lau, Bobby W. S. (1 de janeiro de 2006), «Electric currents streaming out of stressed igneous rocks – A step towards understanding pre-earthquake low frequency EM emissions», Physics and Chemistry of the Earth, Parts A/B/C, ISSN 1474-7065, Recent Progress in Seismo Electromagnetics and Related Phenomena, 31 (4): 389–396, Bibcode:2006PCE....31..389F, doi:10.1016/j.pce.2006.02.027

- Freund, Friedemann; Sornette, Didier (20 de fevereiro de 2007), «Electro-magnetic earthquake bursts and critical rupture of peroxy bond networks in rocks», Tectonophysics, ISSN 0040-1951, 431 (1): 33–47, Bibcode:2007Tectp.431...33F, arXiv:physics/0603205, doi:10.1016/j.tecto.2006.05.032

- Freund, Friedemann T.; Kulahci, Ipek G.; Cyr, Gary; Ling, Julia; Winnick, Matthew; Tregloan-Reed, Jeremy; Freund, Minoru M. (1 de dezembro de 2009), «Air ionization at rock surfaces and pre-earthquake signals», Journal of Atmospheric and Solar-Terrestrial Physics, ISSN 1364-6826, 71 (17): 1824–1834, Bibcode:2009JASTP..71.1824F, doi:10.1016/j.jastp.2009.07.013

- Freund, Friedemann (1 de outubro de 2010), «Toward a unified solid state theory for pre-earthquake signals», Acta Geophysica, ISSN 1895-7455, 58 (5): 719–766, Bibcode:2010AcGeo..58..719F, doi:10.2478/s11600-009-0066-x

- Freund, Friedemann; Stolc, Viktor (2013), «Nature of Pre-Earthquake Phenomena and their Effects on Living Organisms», Animals, 3 (2): 513–531, PMC 4494396, PMID 26487415, doi:10.3390/ani3020513

- Garwin, Laura (26 de outubro de 1989), «A successful prediction?», Nature, 341 (6244): 677, Bibcode:1989Natur.341..677G, doi:10.1038/341677a0.

- Geller, Robert J. (17 de outubro de 1991), «Unpredictable earthquakes [response to Hamada]», Nature, 353 (6345): 612, Bibcode:1991Natur.353..612G, doi:10.1038/353612a0.

- Geller, R. J. (1996a), «Short-term earthquake prediction in Greece by seismic electric signals», in:  Lighthill, J., A Critical Review of VAN, World Scientific, pp. 155–238

- Geller, R. J. (27 de maio de 1996b), «Debate on evaluation of the VAN method: Editor's introduction», Geophysical Research Letters, 23 (11): 1291–1293, Bibcode:1996GeoRL..23.1291G, doi:10.1029/96GL00742.

- Geller, Robert J. (dezembro de 1997), «Earthquake prediction: a critical review.» (PDF), Geophysical Journal International, 131 (3): 425–450, Bibcode:1997GeoJI.131..425G, doi:10.1111/j.1365-246X.1997.tb06588.x [ligação inativa]

- Geller, Robert J.; Jackson, David D.; Kagan, Yan Y.; Mulargia, Francesco (14 de março de 1997), «Earthquakes Cannot Be Predicted» (PDF), Science, 275 (5306): 1616, doi:10.1126/science.275.5306.1616.

- Geller, Robert J.; Jackson, David D.; Kagan, Yan Y.; Mulargia, Francesco; Stiros, Stathis (junho de 1998), «Letter» (PDF), Physics Today, 51 (6): 95–96, Bibcode:1998PhT....51f..15S, doi:10.1063/1.882266, cópia arquivada (PDF) em 23 de março de 2014.

- Genzano, N.; Aliano, C.; Corrado, R.; Filizzola, C.; Lisi, M.; Mazzeo, G.; Paciello, R.; Pergola, N.; Tramutoli, V. (11 de dezembro de 2009), «RST analysis of MSG-SEVIRI TIR radiances at the time of the Abruzzo 6 April 2009 earthquake», Natural Hazards and Earth System Sciences, ISSN 1561-8633, 9 (6): 2073–2084, Bibcode:2009NHESS...9.2073G, doi:10.5194/nhess-9-2073-2009, hdl:11563/4343

- Gersony, Robert, ed. (outubro de 1982), «Volume XIII, Selected Available Documentation: The Brady Earthquake Predictions. Book B, Reports, Memoranda, Correspondence and Other Communication – Chronological Collection 1981–1982» (PDF), The Lima Disaster Preparedness Report.

- Giesecke, Albert A. (1983). «Case history of the Peru prediction for 1980–1981» (PDF). Proceedings of the Seminar on Earthquake Prediction Case Histories. Geneva, 12–15 October 1982. UNDPRO. pp. 51–74

- GR Reporter (8 de agosto de 2011). «Scientists from the VAN group are warning for a strong earthquake of 6 on the Richter scale». GR Reporter
- Gruszow, S.; Rossignol, J. C.; Tzanis, A.; Le Mouël, J. L. (1 de agosto de 1996), «Identification and analysis of electromagnetic signals in Greece: the case of the Kozani earthquake VAN prediction», Geophysical Research Letters, 23 (16): 2025–2028, Bibcode:1996GeoRL..23.2025G, doi:10.1029/96GL02170.

- Hall, Stephen S. (15 de setembro de 2011), «At Fault?» (PDF), Nature, 477 (7364): 264–269, Bibcode:2011Natur.477..264H, PMID 21921895, doi:10.1038/477264a.

- Hamada, K. (17 de outubro de 1991), «Unpredictable earthquakes», Nature, 353 (6345): 611–612, Bibcode:1991Natur.353..611H, doi:10.1038/353611c0.

- Hamada, Kazuo (30 de agosto de 1993), «Statistical evaluation of the SES predictions issued in Greece: alarm and success rates», Tectonophysics, 224 (1–3): 203–210, Bibcode:1993Tectp.224..203H, doi:10.1016/0040-1951(93)90073-S.

- Hamada, Kazuo (1996), «Re-examination of statistical evaluation of the SES prediction in Greece», in:  Lighthill, James, A Critical Review of VAN – Earthquake Prediction from Seismic Electrical Signals, ISBN 978-981-02-2670-1, London: World Scientific Publishing, pp. 286–291.

- Hamilton, Robert M. (1976). The Status of Earthquake Prediction. Earthquake Prediction –  Opportunity to Avert Disaster. A conference on earthquake warning and response held in San Francisco, California, on November 7, 1975. United States Geological Survey. pp. 6–9. Circular 729

- Hammond, Allen L. (23 de maio de 1973), «Earthquake predictions: Breakthrough in theoretical insight?», Science, 180 (4088): 851–853, Bibcode:1973Sci...180..851H, PMID 17789254, doi:10.1126/science.180.4088.851.

- Hammond, Allen L. (3 de maio de 1974), «Dilatancy: Growing Acceptance as an Earthquake Mechanism», Science, 184 (4136): 551–552, Bibcode:1974Sci...184..551H, PMID 17755025, doi:10.1126/science.184.4136.551.

- Hammond, Allen L. (7 de fevereiro de 1975), «Earthquake Prediction: Progress in California, Hesitation in Washington», Science, 187 (4175): 419–420, Bibcode:1975Sci...187..419H, PMID 17835300, doi:10.1126/science.187.4175.419.

- Hammond, Allen L. (7 de maio de 1976), «Earthquakes: An evacuation in China, a warning in California», Science, 192 (4239): 538–539, Bibcode:1976Sci...192..538H, PMID 17745640, doi:10.1126/science.192.4239.538.

- Hardebeck, Jeanne L.; Felzer, Karen R.; Michael, Andrew J. (agosto de 2008), «Improved tests reveal that the accelerating moment release hypothesis is statistically insignificant» (PDF), Journal of Geophysical Research, 113 (B08130): 8310, Bibcode:2008JGRB..113.8310H, doi:10.1029/2007JB005410.

- Harris, Ruth A. (1998). The Loma Prieta, California, Earthquake of October 17, 1989 – Forecasts (PDF) (Relatório). United States Geological Survey. Open-File Report 1550-B.

- Harris, Ruth A.; Arrowsmith, J Ramon (setembro de 2006), «Introduction to the Special Issue on the 2004 Parkfield Earthquake and the Parkfield Earthquake Prediction Experiment» (PDF), Bulletin of the Seismological Society of America, 96 (4B): S1–S5, Bibcode:2006BuSSA..96S...1H, doi:10.1785/0120050831.

- Hayakawa, Masashi (2015), Fundamentals of earthquake prediction, ISBN 978-1-118-77037-5, Singapore: John Wiley & Sons.

- Helman, Daniel (2020), «Seismic electric signals (SES) and earthquakes: A review of an updated VAN method and competing hypotheses for SES generation and earthquake triggering», Physics of the Earth and Planetary Interiors, 302 (1), Bibcode:2020PEPI..30206484H, doi:10.1016/j.pepi.2020.106484

- Heraud, J. A.; Centa, V. A.; Bleier, T. (1 de dezembro de 2015), «Electromagnetic Precursors Leading to Triangulation of Future Earthquakes and Imaging of the Subduction Zone», AGU Fall Meeting Abstracts, 32: NH32B–03, Bibcode:2015AGUFMNH32B..03H.

- Hough, Susan E. (janeiro–fevereiro de 2010), «A seismological retrospective of the Brady-Spence prediction» (PDF), Seismological Research Letters, 81 (1): 113–117, Bibcode:2010SeiRL..81..113H, doi:10.1785/gssrl.81.1.113.

- Hough, Susan E. (2010b), Predicting the Unpredictable: The Tumultuous Science of Earthquake Prediction, ISBN 978-0-691-13816-9, Princeton University Press.

- Huang, Qinghua (27 de janeiro de 2015), «Forecasting the epicenter of a future major earthquake», Proceedings of the National Academy of Sciences, ISSN 0027-8424, 112 (4): 944–945, Bibcode:2015PNAS..112..944H, PMC 4313830, PMID 25583499, doi:10.1073/pnas.1423684112.

- International Commission on Earthquake Forecasting for Civil Protection (ICEF) (2 de outubro de 2009). Operational Earthquake Forecasting: State of Knowledge and Guidelines for Utilization – Executive Summary (PDF) (Relatório). Cópia arquivada (PDF) em 9 de março de 2013

- International Commission on Earthquake Forecasting for Civil Protection (ICEF) (30 de maio de 2011). «Operational Earthquake Forecasting: State of Knowledge and Guidelines for Utilization». Annals of Geophysics. 54 (4): 315–391. doi:10.4401/ag-5350. hdl:20.500.11820/6552f865-6e59-47f1-a5ec-b7446bfd1a82

- Jackson, David D. (abril de 1996a), «Hypothesis testing and earthquake prediction», Proc. Natl. Acad. Sci. U.S.A., 93 (9): 3772–3775, Bibcode:1996PNAS...93.3772J, PMC 39435, PMID 11607663, doi:10.1073/pnas.93.9.3772.

- Jackson, David D. (27 de maio de 1996b), «Earthquake prediction evaluation standards applied to the VAN method», Geophysical Research Letters, 23 (11): 1363–1366, Bibcode:1996GeoRL..23.1363J, doi:10.1029/96gl01439.
- Jackson, David D. (2004). «Earthquake Prediction and Forecasting». In:  Sparks, R. S. J.; Hawkesworth, C. J. The State of the Planet: Frontiers and Challenges in Geophysics. Washington DC American Geophysical Union Geophysical Monograph Series. Col: Geophysical Monograph Series. 150. Washington DC: American Geophysical Union. pp. 335–348. Bibcode:2004GMS...150..335J. ISBN 0-87590-415-7. doi:10.1029/150GM26.

- Jackson, David D.; Kagan, Yan Y. (24 de novembro de 1998), «VAN method lacks validity» (PDF), Eos, 79 (47): 573–579, Bibcode:1998EOSTr..79..573J, doi:10.1029/98EO00418.

- Jackson, David D.; Kagan, Yan Y. (setembro de 2006), «The 2004 Parkfield earthquake, the 1985 prediction, and characteristic earthquakes: Lessons for the future» (PDF), Bulletin of the Seismological Society of America, 96 (4B): S397–S409, Bibcode:2006BuSSA..96S.397J, doi:10.1785/0120050821.

- Johnston, M.J.S. (2002), «Electromagnetic Fields Generated by Earthquakes», in:  Lee, William H.K.; Kanamori, Hiroo; Jennings, Paul C.; Kisslinger, Carl, International Handbook of Earthquake and Engineering Seismology, ISBN 0-12-440652-1, 81A, pp. 621–635

- Johnston, M. J. S.; Sasai, Y.; Egbert, G. D.; Mueller, R. J. (setembro de 2006), «Seismomagnetic Effects from the Long-Awaited 28 September 2004 M 6.0 Parkf1eld Earthquake» (PDF), Bulletin of the Seismological Society of America, 96 (4B): S206–S220, Bibcode:2006BuSSA..96S.206J, doi:10.1785/0120050810.

- Jolliffe, Ian T.; Stephenson, David B., eds. (2003), Forecast Verification: A Practitioner's Guide in Atmospheric Science, ISBN 0-471-49759-2 1st ed. , John Wiley & Sons.

- Jones, Lucille M. (dezembro de 1985), «Foreshocks and time-dependent earthquake hazard assessment in southern California», Bulletin of the Seismological Society of America, 75 (6): 1669–1679, Bibcode:1985BuSSA..75.1667J.

- Jordan, Thomas H.; Jones, Lucile M. (julho–agosto de 2010), «Operational Earthquake Forecasting: Some thoughts on why and how» (PDF), Seismological Research Letters, 81 (4): 571–574, Bibcode:2010SeiRL..81..571J, doi:10.1785/gssrl.81.4.571.

- Kagan, Y. Y. (27 de maio de 1996), «VAN earthquake predictions –  an attempt at statistical evaluation» (PDF), Geophysical Research Letters, 23 (11): 1315–1318, Bibcode:1996GeoRL..23.1315K, doi:10.1029/95gl03417

- Kagan, Yan Y. (15 de março 1997). «Statistical aspects of Parkfield earthquake sequence and Parkfield prediction experiment» (PDF). pp. 207–219. Bibcode:1997Tectp.270..207K. doi:10.1016/S0040-1951(96)00210-7.

- Kagan, Yan Y. (dezembro de 1997b), «Are earthquakes predictable?» (PDF), Geophysical Journal International, 131 (3): 505–525, Bibcode:1997GeoJI.131..505K, doi:10.1111/j.1365-246X.1997.tb06595.x.

- Kagan, Yan Y. (agosto de 1999), «Is Earthquake Seismology a Hard, Quantitative Science?» (PDF), Pure and Applied Geophysics, 155 (2–4): 233–258, Bibcode:1999PApGe.155..233K, doi:10.1007/s000240050264.

- Kagan, Yan Y.; Jackson, David D. (10 de dezembro de 1991), «Seismic Gap Hypothesis: Ten Years After» (PDF), Journal of Geophysical Research, 96 (B13): 21, 419–21, 431, Bibcode:1991JGR....9621419K, doi:10.1029/91jb02210.

- Kagan, Yan Y.; Jackson, David D. (27 de maio de 1996). «Statistical tests of VAN earthquake predictions: comments and reflections» (PDF). pp. 1433–1436. Bibcode:1996GeoRL..23.1433K. doi:10.1029/95GL03786.

- Kagan, Yan Y.; Jackson, David d.; Geller, Robert J. (novembro–dezembro de 2012), «Characteristic earthquake model, 1884 – 2011, R.I.P», Seismological Research Letters, 83 (6): 951–953, Bibcode:2012arXiv1207.4836K, arXiv:1207.4836, doi:10.1785/0220120107.

- Kagan, Yan Y.; Knopoff, Leon (19 de junho de 1987), «Statistical Short-Term Earthquake Prediction», Science, 236 (4808): 1563–1567, Bibcode:1987Sci...236.1563K, PMID 17835741, doi:10.1126/science.236.4808.1563.

- Kanamori, Hiroo (2003), «Earthquake Prediction: An Overview», ISBN 0-12-440658-0, International Handbook of Earthquake and Engineering Seismology, International Geophysics, 616: 1205–1216, Bibcode:2003InGeo..81.1205K, doi:10.1016/s0074-6142(03)80186-9.

- Kanamori, Hiroo; Stewart, Gordon S. (10 de julho de 1978), «Seismological Aspects of the Guatemala Earthquake of February 4, 1976» (PDF), Journal of Geophysical Research, 83 (B7): 3427–3434, Bibcode:1978JGR....83.3427K, doi:10.1029/JB083iB07p03427.

- Kappler, K. N.; Morrison, H. Frank; Egbert, G. D. (abril de 2010), «Long((en))term monitoring of ULF electromagnetic fields at Parkfield, California» (PDF), Journal of Geophysical Research, 115 (B4): B04406, Bibcode:2010JGRB..115.4406K, doi:10.1029/2009JB006421.

- Kerr, Richard A. (28 de abril de 1978), «Earthquakes: Prediction Proving Elusive», Science, 200 (4340): 419–421, Bibcode:1978Sci...200..419K, PMID 17757294, doi:10.1126/science.200.4340.419.

- Kerr, Richard A. (2 de novembro de 1979), «Prospects for Earthquake Prediction Wane», Science, 206 (4418): 542–544, Bibcode:1979Sci...206..542K, PMID 17759414, doi:10.1126/science.206.4418.542.

- Kerr, Richard A. (20 de fevereiro de 1981), «Prediction of huge Peruvian quakes quashed», Science, 211 (4484): 808–809, Bibcode:1981Sci...211..808K, PMID 17740381, doi:10.1126/science.211.4484.808.

- Kerr, Richard A. (18 de dezembro de 1981c), «Palmdale Bulge Doubts Now Taken Seriously», Science, 214 (4527): 1331–33, Bibcode:1981Sci...214.1331K, PMID 17812251, doi:10.1126/science.214.4527.1331.

- Kerr, Richard A. (6 de janeiro de 1984), «Stalking the Next Parkfield Earthquake», Science, 223 (4631): 36–38, Bibcode:1984Sci...223...36K, PMID 17752978, doi:10.1126/science.223.4631.36.
Kerr, R. A. (1984). «How to Catch an Earthquake». Science. 223 (4631): 38. PMID 17752979. doi:10.1126/science.223.4631.38

- Kerr, Richard A. (27 de outubro de 1989), «Reading the Future in Loma Prieta», Science, 246 (4929): 436–439, Bibcode:1989Sci...246..436K, PMID 17788681, doi:10.1126/science.246.4929.436.

- Kerr, Richard A. (8 de outubro de 2004), «Parkfield Keeps Secrets After A Long-Awaited Quake», Science, 306 (5694): 206–7, PMID 15472043, doi:10.1126/science.306.5694.206.

- Kerr, Richard A. (17 de abril de 2009), «After the Quake, in Search of the Science – or Even a Good Prediction», Science, 324 (5925): 322, Bibcode:2009Sci...324..322K, PMID 19372400, doi:10.1126/science.324.5925.322.

- Kossobokov, V.G.; Romashkova, L.L.; Keilis-Borok, V. I.; Healy, J.H. (1999). «Testing earthquake prediction algorithms: Statistically significant advance prediction of the largest earthquakes in the Circum-Pacific, 1992–1997». Physics of the Earth and Planetary Interiors. 111 (3–4): 187–196. Bibcode:1999PEPI..111..187K. doi:10.1016/S0031-9201(98)00159-9
- Lighthill, James, ed. (1996), A Critical Review of VAN – Earthquake Prediction from Seismic Electrical Signals, ISBN 978-981-02-2670-1, London: World Scientific Publishing.

- Lighton, John R.B.; Duncan, Frances D. (15 de agosto de 2005), «Shaken, not stirred: a serendipitous study of ants and earthquakes», Journal of Experimental Biology, 208 (16): 3103–3107, PMID 16081608, doi:10.1242/jeb.01735.

- Lindberg, Robert G.; Skiles, Durward; Hayden, Page (1981). Can animals predict earthquakes? A search for correlations between changes in activity patterns of two fossorial rodents and subsequent seismic events (PDF) (Relatório). United States Geological Survey. Open-File Report 81-385.

- Lindh, A.G.; Lockner, D.A.; Lee, W.H.K. (junho de 1978), «Velocity anomalies: An alternative explanation» (PDF), Bulletin of the Seismological Society of America, 68 (3): 721–734, Arquivado do original em 24 de fevereiro de 2013.

- Lisi, M.; Filizzola, C.; Genzano, N.; Grimaldi, C. S. L.; Lacava, T.; Marchese, F.; Mazzeo, G.; Pergola, N.; Tramutoli, V. (26 de fevereiro de 2010), «A study on the Abruzzo 6 April 2009 earthquake by applying the RST approach to 15 years of AVHRR TIR observations», Natural Hazards and Earth System Sciences, ISSN 1561-8633, 10 (2): 395–406, Bibcode:2010NHESS..10..395L, doi:10.5194/nhess-10-395-2010, hdl:11563/4344

- Lomnitz, Cinna (1994), Fundamentals of earthquake prediction, ISBN 0-471-57419-8, New York: John Wiley & Sons, OCLC 647404423.

- Lomnitz, Cinna; Nava, F. Alejandro (dezembro de 1983), «The predictive value of seismic gaps.», Bulletin of the Seismological Society of America, 73 (6A): 1815–1824.

- Lott, Dale F.; Hart, Benjamin L.; Verosub, Kenneth L.; Howell, Mary W. (setembro de 1979), «Is Unusual Animal Behavior Observed Before Earthquakes? Yes and No», Geophysical Research Letters, 6 (9): 685–687, Bibcode:1979GeoRL...6..685L, doi:10.1029/GL006i009p00685.

- Lott, Dale F.; Hart, Benjamin L.; Howell, Mary W. (dezembro de 1981), «Retrospective Studies of Unusual Animal Behavior as an Earthquake Predictor», Geophysical Research Letters, 8 (12): 1203–1206, Bibcode:1981GeoRL...8.1203L, doi:10.1029/GL008i012p01203.

- Ludwin, Ruth (maio de 2001), «Earthquake Prediction» (PDF), Washington Geology, 28 (3): 27–28.

- Luen, Brad; Stark, Philip B. (2008), «Testing earthquake predictions», Institute of Mathematical Statistics collections: Probability and Statistics: Essays in Honor of David A. Freedman, ISBN 978-0-94060074-4, 2, pp. 302–315, Bibcode:2008pseh.book..302L, arXiv:0805.3032, doi:10.1214/193940307000000509.

- Luginbuhl, Molly; Rundle, John B.; Hawkins, Angela; Turcotte, Donald L. (2018), «Nowcasting Earthquakes: A Comparison of Induced Earthquakes in Oklahoma and at the Geysers, California», Pure and Applied Geophysics, ISSN 1420-9136, 175 (1): 49–65, Bibcode:2018PApGe.175...49L, doi:10.1007/s00024-017-1678-8

- Luginbuhl, Molly; Rundle, John B.; Turcotte, Donald L. (2018a), «Natural Time and Nowcasting Earthquakes: Are Large Global Earthquakes Temporally Clustered?», Pure and Applied Geophysics, ISSN 1420-9136, 175 (2): 661–670, Bibcode:2018PApGe.175..661L, doi:10.1007/s00024-018-1778-0

- Luginbuhl, Molly; Rundle, John B.; Turcotte, Donald L. (2018b), «Natural time and nowcasting induced seismicity at the Groningen gas field in the Netherlands», Geophysical Journal International, ISSN 0956-540X, 215 (2): 753–759, Bibcode:2018GeoJI.215..753L, doi:10.1093/gji/ggy315

- Luginbuhl, Molly; Rundle, John B.; Turcotte, Donald L. (14 de janeiro de 2019), «Statistical physics models for aftershocks and induced seismicity», Philosophical Transactions of the Royal Society A: Mathematical, Physical and Engineering Sciences, 377 (2136): 20170397, Bibcode:2019RSPTA.37770397L, PMC 6282405, PMID 30478209, doi:10.1098/rsta.2017.0397

- Mabey, Matthew A. (maio de 2001), «The Charlatan Game» (PDF), Washington Geology, 28 (3): 27–28.  Also at USGS.

- Main, Ian (25 de fevereiro de 1999). «Is the reliable prediction of individual earthquakes a realistic scientific goal?». Nature. Cópia arquivada em 8 de maio de 2001

- Main, Ian G.; Bell, Andrew F.; Meredith, Philip G.; Geiger, Sebastian; Touati, Sarah (agosto de 2012), «The dilatancy–diffusion hypothesis and earthquake predictability», Geological Society of London, Special Publications, 367 (1): 215–230, Bibcode:2012GSLSP.367..215M, doi:10.1144/SP367.15, hdl:20.500.11820/9d1fbd67-7faa-4adc-8c6f-d742fea1524c.

- Martucci, Matteo; Sparvoli, Roberta; Bartocci, Simona; Battiston, Roberto; Burger, William Jerome; Campana, Donatella; Carfora, Luca; Castellini, Guido; Conti, Livio; Contin, Andrea; De Donato, Cinzia (2021), «Trapped Proton Fluxes Estimation Inside the South Atlantic Anomaly Using the NASA AE9/AP9/SPM Radiation Models along the China Seismo-Electromagnetic Satellite Orbit», Applied Sciences, 11 (8): 3465, doi:10.3390/app11083465, hdl:11585/870881.

- Mason, Ian (2003), Binary Events. Chap. 3 in Jolliffe & Stephenson 2003.

- Matthews, Robert A. J. (dezembro de 1997), «Decision-theoretic limits on earthquake prediction», Geophysical Journal International, 131 (3): 526–529, Bibcode:1997GeoJI.131..526M, doi:10.1111/j.1365-246X.1997.tb06596.x.

- McCann, W. R.; Nishenko, S. P.; Sykes, L. R.; Krause, J. (1979), «Seismic gaps and plate tectonics: Seismic potential for major boundaries», Pure and Applied Geophysics, 117 (6): 1082–1147, Bibcode:1979PApGe.117.1082M, doi:10.1007/BF00876211.

- McEvilly, T.V.; Johnson, L.R. (abril de 1974), «Stability of P an S velocities from Central California quarry blasts», Bulletin of the Seismological Society of America, 64 (2): 343–353, Bibcode:1974BuSSA..64..343M, doi:10.1785/BSSA0640020343.

- McIntyre, Jamie (abril–maio de 2009), «When Outrage Trumps Science: Italian quake prediction produces tabloid tremors», American Journalism Review.

- McNally, Karen (novembro–dezembro de 1979), «Trapping an Earthquake» (PDF), Engineering & Science, pp. 7–12.

- Mignan, Arnaud (junho de 2011), «Retrospective on the Accelerating Seismic Release (ASR) hypothesis: controversy and new horizons», Tectonophysics, 505 (1–4): 1–16, Bibcode:2011Tectp.505....1M, doi:10.1016/j.tecto.2011.03.010.

- Mignan, Arnaud (14 de fevereiro de 2013), «The debate on the prognostic value of earthquake foreshocks: A meta-analysis», Scientific Reports, 4, PMC 3924212, PMID 24526224, doi:10.1038/srep04099.

- Mignan, Arnaud; Broccardo, Marco (2 de outubro de 2019). «Neural Network Applications in Earthquake Prediction (1994-2019): Meta-Analytic Insight on their Limitations». arXiv:1910.01178. doi:10.1785/0220200021
- Mileti, Dennis; Sorensen, John (agosto de 1990). Communication of Emergency Public Warnings (Relatório). doi:10.2172/6137387. Consultado em 20 de setembro de 2016 – via OSTI.GOV

- Miller, Sunlen; Patrick, Maggy; Capatides, Christina (24 de agosto de 2011), Sixth Sense? Zoo Animals Sensed Quake Early, United States: ABC News.

- Mulargia, Francesco; Gasperini, Paolo (1992), «Evaluating the statistical validity beyond chance of 'VAN' earthquake precursors» (PDF), Geophysical Journal International, 111 (1): 32–44, Bibcode:1992GeoJI.111...32M, doi:10.1111/j.1365-246X.1992.tb00552.x.

- Mulargia, Francesco; Gasperini, Paolo (27 de maio de 1996a), «Precursor candidacy and validation: The VAN case so far» (PDF), Geophysical Research Letters, 23 (11): 1323–1326, Bibcode:1996GeoRL..23.1323M, doi:10.1029/95GL03456.

- Mulargia, Francesco; Gasperini, Paolo (27 de maio de 1996b), «VAN: Candidacy and validation with the latest laws of the game» (PDF), Geophysical Research Letters, 23 (11): 1327–1330, Bibcode:1996GeoRL..23.1327M, doi:10.1029/95gl03455.

- Novikov, Victor A.; Okunev, Vladimir I.; Klyuchkin, Vadim N.; Liu, Jing; Ruzhin, Yuri Ya.; Shen, Xuhui (1 de agosto de 2017), «Electrical triggering of earthquakes: results of laboratory experiments at spring-block models», Earthquake Science, ISSN 1867-8777, 30 (4): 167–172, Bibcode:2017EaSci..30..167N, doi:10.1007/s11589-017-0181-8

- Ohshansky, R.B.; Geller, R.J. (2003), «Earthquake prediction and public policy», in:  Mulargia, Francesgo; Geller, Robert J., Earthquake Science and Seismic Risk Reduction, ISBN 978-94-010-0041-3, NATO Science Series, IV Earth and Environmental Sciences, 32, Kluwer, pp. 284–329, doi:10.1007/978-94-010-0041-3_8.

- Otis, Leon; Kautz, William (1979). Proceedings of Conference XI: Abnormal Animal Behavior Prior to Earthquakes, II --> (Relatório). United States Geological Survey. pp. 225–226. Open-File Report 80-453.

- Panagopoulos, Dimitris J.; Balmori, Alfonso; Chrousos, George P. (15 de maio de 2020), «On the biophysical mechanism of sensing upcoming earthquakes by animals», Science of the Total Environment, ISSN 0048-9697, 717, Bibcode:2020ScTEn.71736989P, PMID 32070887, doi:10.1016/j.scitotenv.2020.136989

- Panel on Earthquake Prediction of the Committee on Seismology (julho de 1976). Predicting Earthquakes: A Scientific and Technical Evaluation – with Implications for Society (Relatório). Washington, D.C.: National Academy Sciences.

- Papadopoulos, Gerassimos A. (4 de maio de 2010), «Comment on "The Prediction of Two Large Earthquakes in Greece"», Eos, 91 (18): 162, Bibcode:2010EOSTr..91..162P, doi:10.1029/2010EO180003.

- Papadopoulos, Gerassimos A. (2015), «Communicating to the General Public Earthquake Prediction Information: Lessons Learned in Greece, Chap. 19», in:  Wyss, Max; Peppoloni, Silvia, Geoethics: Ethical Challenges and Case Studies in Earth Sciences, ISBN 978-0-12-799935-7, Elsevier Science, pp. 223–242.

- Park, S. (julho de 1996), «Precursors to earthquakes: seismoelectromagnetic signals» (PDF), Surveys in Geophysics, 17 (4): 493–516, Bibcode:1996SGeo...17..493P, doi:10.1007/BF01901642.

- Park, Stephen K.; Dalrymple, William; Larsen, Jimmy C. (2007), «The 2004 Parkfield earthquake: Test of the electromagnetic precursor hypothesis», Journal of Geophysical Research, 112 (B5): B05302, Bibcode:2007JGRB..112.5302P, doi:10.1029/2005JB004196.

- Pasari, Sumanta (1 de abril de 2019), «Nowcasting Earthquakes in the Bay of Bengal Region», Pure and Applied Geophysics, ISSN 1420-9136, 176 (4): 1417–1432, Bibcode:2019PApGe.176.1417P, doi:10.1007/s00024-018-2037-0

- Pergola, N.; Aliano, C.; Coviello, I.; Filizzola, C.; Genzano, N.; Lacava, T.; Lisi, M.; Mazzeo, G.; Tramutoli, V. (11 de fevereiro de 2010), «Using RST approach and EOS-MODIS radiances for monitoring seismically active regions: a study on the 6 April 2009 Abruzzo earthquake», Natural Hazards and Earth System Sciences, ISSN 1561-8633, 10 (2): 239–249, Bibcode:2010NHESS..10..239P, doi:10.5194/nhess-10-239-2010, hdl:11563/2364

- Pham, V. N.; Boyer, D.; Chouliaras, G.; Le Mouël, J. L.; Rossignol, J. C.; Stavrakakis, G. N. (15 de junho de 1998), «Characteristics of electromagnetic noise in the Ioannina region (Greece); a possible origin for so called "Seismic Electric Signals" (SES)» (PDF), Geophysical Research Letters, 25 (12): 2229–2232, Bibcode:1998GeoRL..25.2229P, doi:10.1029/98gl01593.

- Pham, V. N.; Boyer, D.; Chouliaras, G.; Savvaidis, A.; Stavrakakis, G. N.; Le Mouël, J. L. (2002), «Sources of anomalous transient electric signals (ATESs) in the ULF band in the Lamia region (central Greece): electrochemical mechanisms for their generation», Physics of the Earth and Planetary Interiors, 130 (3–4): 209–233, Bibcode:2002PEPI..130..209P, doi:10.1016/s0031-9201(02)00008-0.

- Pham, V. N.; Boyer, D.; Le Mouël, J. L.; Chouliaras, G.; Stavrakakis, G. N. (1999), «Electromagnetic signals generated in the solid Earth by digital transmission of radio-waves as a plausible source for some so-called 'seismic electric signals'» (PDF), Physics of the Earth and Planetary Interiors, 114 (3–4): 141–163, Bibcode:1999PEPI..114..141P, doi:10.1016/s0031-9201(99)00050-3.

- Politis, D.; Potirakis, S. M.; Hayakawa, M. (1 de maio de 2020), «Criticality analysis of 3-year-long VLF subionospheric propagation data possibly related to significant earthquake events in Japan», Natural Hazards, ISSN 1573-0840, 102 (1): 47–66, Bibcode:2020NatHa.102...47P, doi:10.1007/s11069-020-03910-3

- Raleigh, C. B.; Bennett, G.; Craig, H.; Hanks, T.; Molnar, P.; Nur, A.; Savage, J.; Scholz, C.; Turner, R.; Wu, F. (maio de 1977), «Prediction of the Haicheng Earthquake», Eos, Transactions, American Geophysical Union, 58 (5): 236–272, Bibcode:1977EOSTr..58..236., doi:10.1029/EO058i005p00236. By the Haicheng Earthquake Study Delegation.

- Reid, Harry Fielding (1910), «Volume II. The Mechanics of the Earthquake.», Washington, D. C.: Carnegie institution of Washington, The California Earthquake of April 18, 1906: Report of the State Earthquake Investigation Commission.

- Rhoades, D.A.; Evison, F.F. (27 de maio de 1996), «The VAN earthquake predictions», Geophysical Research Letters, 23 (11): 1371–1373, Bibcode:1996GeoRL..23.1371R, doi:10.1029/95GL02792.

- Rikitake, Tsuneji (1 de maio de 1979), «Classification of earthquake precursors», Tectonophysics, 54 (3–4): 293–309, Bibcode:1979Tectp..54..293R, doi:10.1016/0040-1951(79)90372-X.

- Rikitake, Tsuneji (1982), Earthquake Forecasting and Warning, Tokyo: Center for Academic Publications.

- Roberts, J.L. (1983). «Notes on procedure for conveying earthquake forecasts with special reference to the Peru predictions for 1980–1981» (PDF). Proceedings of the Seminar on Earthquake Prediction Case Histories. Geneva, 12–15 October 1982. UNDPRO

- Roeloffs, Evelyn; Langbein, John (agosto de 1994), «The earthquake prediction experiment at Parkfield California», Reviews of Geophysics, 32 (3): 315–336, Bibcode:1994RvGeo..32..315R, doi:10.1029/94RG01114.

- Rong, Yufang; Jackson, David D.; Kagan, Yan Y. (outubro de 2003), «Seismic gaps and earthquakes» (PDF), Journal of Geophysical Research, 108 (B10): 2471, Bibcode:2003JGRB..108.2471R, doi:10.1029/2002JB002334.

- Rouet-Leduc, Bertrand; Hulbert, Claudia; Lubbers, Nicholas; Barros, Kipton; Humphreys, Colin; Johnson, Paul A. (28 de setembro de 2017). «Machine Learning Predicts Laboratory Earthquakes». Geophysical Research Letters. 44 (18): 9276–9282. Bibcode:2017GeoRL..44.9276R. arXiv:1702.05774. doi:10.1002/2017GL074677
- Rozhnoi, A.; Solovieva, M.; Molchanov, O.; Schwingenschuh, K.; Boudjada, M.; Biagi, P. F.; Maggipinto, T.; Castellana, L.; Ermini, A.; Hayakawa, M. (21 de outubro de 2009), «Anomalies in VLF radio signals prior the Abruzzo earthquake (M=6.3) on 6 April 2009», Natural Hazards and Earth System Sciences, ISSN 1561-8633, 9 (5): 1727–1732, Bibcode:2009NHESS...9.1727R, doi:10.5194/nhess-9-1727-2009

- Rundle, John B.; Holliday, James R.; Graves, William R.; Turcotte, Donald L.; Tiampo, Kristy F.; Klein, William (2012), «Probabilities for large events in driven threshold systems», Physical Review E, 86 (2): 021106, Bibcode:2012PhRvE..86b1106R, PMID 23005722, doi:10.1103/PhysRevE.86.021106.

- Rundle, J. B.; Turcotte, D. L.; Donnellan, A.; Ludwig, L. Grant; Luginbuhl, M.; Gong, G. (2016), «Nowcasting earthquakes», Earth and Space Science, ISSN 2333-5084, 3 (11): 480–486, Bibcode:2016E&SS....3..480R, doi:10.1002/2016EA000185

- Rundle, John B.; Luginbuhl, Molly; Giguere, Alexis; Turcotte, Donald L. (2018b), «Natural Time, Nowcasting and the Physics of Earthquakes: Estimation of Seismic Risk to Global Megacities», Pure and Applied Geophysics, ISSN 1420-9136, 175 (2): 647–660, Bibcode:2018PApGe.175..647R, arXiv:1709.10057, doi:10.1007/s00024-017-1720-x

- Rundle, John B.; Giguere, Alexis; Turcotte, Donald L.; Crutchfield, James P.; Donnellan, Andrea (2019), «Global Seismic Nowcasting With Shannon Information Entropy», Earth and Space Science, ISSN 2333-5084, 6 (1): 191–197, Bibcode:2019E&SS....6..191R, PMC 6392127, PMID 30854411, doi:10.1029/2018EA000464

- Rundle, John B.; Luginbuhl, Molly; Khapikova, Polina; Turcotte, Donald L.; Donnellan, Andrea; McKim, Grayson (1 de janeiro de 2020), «Nowcasting Great Global Earthquake and Tsunami Sources», Pure and Applied Geophysics, ISSN 1420-9136, 177 (1): 359–368, doi:10.1007/s00024-018-2039-y

- Saegusa, A. (28 de janeiro de 1999), «China clamps down on inaccurate warnings», Nature, 397 (6717): 284, Bibcode:1999Natur.397..284W, PMID 9950418, doi:10.1038/16756.

- Sarlis, Nicholas V. (2013), «On the recent seismic activity in North-Eastern Aegean Sea including the Mw5.8 earthquake on 8 January 2013», Proceedings of the Japan Academy, Series B, 89 (9): 438–445, Bibcode:2013PJAB...89..438S, PMC 3865358, PMID 24213207, doi:10.2183/pjab.89.438.

- Sarlis, N.; Lazaridou, M.; Kapiris, P.; Varotsos, P. (1 de novembro de 1999), «Numerical model of the selectivity effect and the ΔV/L criterion», Geophysical Research Letters, ISSN 1944-8007, 26 (21): 3245–3248, Bibcode:1999GeoRL..26.3245S, doi:10.1029/1998GL005265.

- Sarlis, N. V.; Skordas, E. S.; Christopoulos, S.-R. G.; Varotsos, P. A. (janeiro de 2016), «Statistical Significance of Minimum of the Order Parameter Fluctuations of Seismicity Before Major Earthquakes in Japan», Pure and Applied Geophysics, ISSN 0033-4553, 173 (1): 165–172, Bibcode:2016PApGe.173..165S, doi:10.1007/s00024-014-0930-8.

- Sarlis, Nicholas V. (2018), «Statistical Significance of Earth's Electric and Magnetic Field Variations Preceding Earthquakes in Greece and Japan Revisited», Entropy, 20 (8): 561, Bibcode:2018Entrp..20..561S, PMC 7513084, PMID 33265650, doi:10.3390/e20080561

- Sarlis, Nicholas V.; Skordas, Efthimios S.; Christopoulos, Stavros-Richard G.; Varotsos, Panayiotis A. (2020), «Natural Time Analysis: The Area under the Receiver Operating Characteristic Curve of the Order Parameter Fluctuations Minima Preceding Major Earthquakes», Entropy, ISSN 1099-4300, 22 (5): 583, Bibcode:2020Entrp..22..583S, PMC 7517102, PMID 33286355, doi:10.3390/e22050583

- Predefinição:Cite FTP.

- Scholz, Christopher H. (2002), The Mechanics of earthquakes and faulting, ISBN 0-521-65223-5 2nd ed. , Cambridge Univ. Press.

- Scholz, Christopher H.; Sykes, Lynn R.; Aggarwal, Yah P. (31 de agosto de 1973), «Earthquake Prediction: A Physical Basis», Science, 181 (4102): 803–810, Bibcode:1973Sci...181..803S, PMID 17816227, doi:10.1126/science.181.4102.803.

- Schwartz, David P.; Coppersmith, Kevin J. (10 de julho de 1984), «Fault Behavior and Characteristic Earthquakes: Examples From the Wasatch and San Andreas Fault Zones», Journal of Geophysical Research, 89 (B7): 5681–5698, Bibcode:1984JGR....89.5681S, doi:10.1029/JB089iB07p05681.

- Shnirman, M.; Schreider, S.; Dmitrieva, O. (1993), «Statistical evaluation of the VAN predictions issued during the period 1987–1989.» (PDF), Tectonophysics, 224 (1–3): 211–221, Bibcode:1993Tectp.224..211S, doi:10.1016/0040-1951(93)90074-t.

- Sibson, R. H. (1986), «Earthquakes and Lineament Infrastructure», Philosophical Transactions of the Royal Society A, 317 (1539): 63–79, Bibcode:1986RSPTA.317...63S, doi:10.1098/rsta.1986.0025.

- Skordas, E. S.; Christopoulos, S.-R. G.; Sarlis, N. V. (2 de janeiro de 2020), «Detrended fluctuation analysis of seismicity and order parameter fluctuations before the M7.1 Ridgecrest earthquake» (PDF), Natural Hazards, 100 (2): 697–711, Bibcode:2020NatHa.100..697S, doi:10.1007/s11069-019-03834-7.

- Spence, William; Herrmann, Robert B.; Johnston, Arch C.; Reagor, Glen (1993). Responses to Iben Browning's Prediction of a 1990 New Madrid, Missouri, Earthquake (PDF) (Relatório). United States Geological Survey. Circular 1083.

- Squires, Nick; Rayne, Gordon (6 de abril de 2009), «Italian earthquake: expert's warnings were dismissed as scaremongering», The Telegraph.

- Stark, Philip B. (1997), «Earthquake prediction: the null hypothesis», Geophysical Journal International, 131 (3): 495–499, Bibcode:1997GeoJI.131..495S, CiteSeerX 10.1.1.36.7867, doi:10.1111/j.1365-246X.1997.tb06593.x.

- Stavrakakis, George N.; Drakopoulos, John (27 de maio de 1996), «The VAN method: Contradictory and misleading results since 1981», Geophysical Research Letters, 23 (11): 1347–1350, Bibcode:1996GeoRL..23.1347S, doi:10.1029/95gl03546.

- Stein, Seth; Friedrich, Anke; Newman, Andrew (julho–agosto de 2005), «Dependence of possible characteristic earthquakes on spatial sampling: illustration for the Wasatch seismic zone, Utah» (PDF), Seismological Research Letters, 76 (4): 432–436, Bibcode:2005SeiRL..76..432S, doi:10.1785/gssrl.76.4.432.

- Stein, Seth; Newman, Andrew (março–abril de 2004), «Characteristic and uncharacteristic earthquakes as possible artifacts: application to the New Madrid and Wabash seismic zones» (PDF), Seismological Research Letters, 75 (2): 173–187, Bibcode:2004SeiRL..75..173S, doi:10.1785/gssrl.75.2.173.

- Stiros, Stathis C. (dezembro de 1997), «Costs and benefits of earthquake prediction studies in Greece» (PDF), Geophysical Journal International, 131 (3): 478–484, Bibcode:1997GeoJI.131..478S, doi:10.1111/j.1365-246x.1997.tb06591.x [ligação inativa].

- Sykes, Lynn R.; Shaw, Bruce E.; Scholz, Christopher H. (1999), «Rethinking Earthquake Prediction» (PDF), Pure and Applied Geophysics, 155 (2–4): 207–232, Bibcode:1999PApGe.155..207S, doi:10.1007/s000240050263.

- Tarasov, N. T.; Tarasova, N. V. (18 de dezembro de 2009), «Spatial-temporal structure of seismicity of the North Tien Shan and its changeunder effect of high energy electromagnetic pulses», Annals of Geophysics, 47 (1), doi:10.4401/ag-3272

- Thomas, J. N.; Love, J. J.; Johnston, M. J. S. (2009), «On the reported magnetic precursor of the 1989 Loma Prieta earthquake», Physics of the Earth and Planetary Interiors, 173 (3–4): 207–215, Bibcode:2009PEPI..173..207T, doi:10.1016/j.pepi.2008.11.014.

- Thomas, Lee M. (1983). «Economic impacts of earthquake prediction» (PDF). Proceedings of the Seminar on Earthquake Prediction Case Histories. Geneva, 12–15 October 1982. UNDPRO. pp. 179–185

- Tiampo, Kristy F.; Shcherbakov, Robert (2012), «Seismicity-based earthquake forecasting techniques: Ten years of progress» (PDF), Tectonophysics, 522–523: 89–121, Bibcode:2012Tectp.522...89T, doi:10.1016/j.tecto.2011.08.019.

- Tierney, Kathleen J. (1993), «Making sense of collective preoccupations: lessons from research on the Iben Browning earthquake prediction.» (PDF), in:  Platt, Gerald M.; Gordon, Chad, Self, Collective Behavior, and Society: Essays Honoring the Contributions of Ralph H. Turner, ISBN 978-1-55938-755-2, JAI Press.

- Tsolis, G. S.; Xenos, T. D. (22 de janeiro de 2010), «A qualitative study of the seismo-ionospheric precursors prior to the 6 April 2009 earthquake in L'Aquila, Italy», Natural Hazards and Earth System Sciences, ISSN 1561-8633, 10 (1): 133–137, Bibcode:2010NHESS..10..133T, doi:10.5194/nhess-10-133-2010

- Turner, Ralph H. (novembro de 1993), «Reflections on the Past and Future of Social Research on Earthquake Warnings», International Journal of Mass Emergencies and Disasters, 11 (3): 454–468, doi:10.1177/028072709301100314.

- U.S. Geological Survey Staff (19 de janeiro de 1990), «The Loma Prieta, California, earthquake: an anticipated event», Science, 247 (4940): 286–293, Bibcode:1990Sci...247..286G, PMID 17735847, doi:10.1126/science.247.4940.286.

- Uyeda, Seiya; Nagao, Toshiyasu; Kamogawa, Masashi (29 de maio de 2009), «Short-term earthquake prediction: Current status of seismo-electromagnetics», Tectonophysics, 470 (3–4): 205–213, Bibcode:2009Tectp.470..205U, doi:10.1016/j.tecto.2008.07.019.

- Uyeda, Seiya; Kamogawa, Masashi (23 de setembro de 2008), «The Prediction of Two Large Earthquakes in Greece», Eos, Transactions American Geophysical Union, ISSN 2324-9250, 89 (39): 363, Bibcode:2008EOSTr..89..363U, doi:10.1029/2008EO390002.

- Uyeda, S. (1996), «Introduction to the VAN method of earthquake prediction», in:  Lighthill, James, A Critical Review of VAN – Earthquake Prediction from Seismic Electrical Signals, ISBN 978-981-02-2670-1, London: World Scientific Publishing.

- Uyeda, Seiya (24 de novembro de 1998), «VAN Method of Short-term Earthquake Prediction Shows Promise», Eos, 79 (47): 573–580, Bibcode:1998EOSTr..79..573U, doi:10.1029/98EO00417.

- Uyeda, Seiya (4 de janeiro de 2000), «In Defense of VAN's Earthquake Predictions», Forum, Eos, 81 (1): 3–6, Bibcode:2000EOSTr..81....3U, doi:10.1029/00EO00005.

- Uyeda, Seiya; Kamogawa, Masashi (2010), «Reply to Comment on "The Prediction of Two Large Earthquakes in Greece"», Eos, Transactions American Geophysical Union, ISSN 0096-3941, 91 (18): 163, Bibcode:2010EOSTr..91..163U, doi:10.1029/2010EO180004

- Uyeda, S.; Nagao, T.; Kamogawa, M. (2011), «Earthquake Precursors and Prediction», in:  Gupta H.K., Encyclopedia of Solid Earth Geophysics, ISBN 978-90-481-8701-0, Encyclopedia of Earth Sciences Series, doi:10.1007/978-90-481-8702-7

- Varotsos, P.; Alexopoulos, K.; Nomicos, K. (1981), «Seven-hour precursors to earthquakes determined from telluric currents», Praktika of the Academy of Athens, 56: 417–433.

- Varotsos, P.; Alexopoulos, K. (dezembro de 1984a), «Physical properties of the variations of the electric field of the earth preceding earthquakes, I» (PDF), Tectonophysics, 110 (1): 73–98, Bibcode:1984Tectp.110...73V, doi:10.1016/0040-1951(84)90059-3.

- Varotsos, P.; Alexopoulos, K. (dezembro de 1984b), «Physical properties of the variations of the electric field of the earth preceding earthquakes. II. determination of epicenter and magnitude» (PDF), Tectonophysics, 110 (1): 99–125, Bibcode:1984Tectp.110...99V, doi:10.1016/0040-1951(84)90060-X.

- Varotsos, P.; Alexopoulos, K.; Lazaridou, M. (agosto de 1993), «Latest aspects of earthquake prediction in Greece based on seismic electric signals, II», Tectonophysics, 224 (1): 1–37, Bibcode:1993Tectp.224....1V, doi:10.1016/0040-1951(93)90055-O.

- Varotsos, P.; Eftaxias, K.; Lazaridou, M. (27 de maio de 1996), «Reply I to "VAN: Candidacy and validation with the latest laws of the game" and "Precursor candidacy and validation: The VAN Case so far"», Geophysical Research Letters, ISSN 1944-8007, 23 (11): 1331–1334, Bibcode:1996GeoRL..23.1331V, doi:10.1029/96GL01436.

- Varotsos, P.; Lazaridou, M. (1991), «Latest aspects of earthquake prediction in Greece based on seismic electric signals», Tectonophysics, 188 (3–4): 321–347, Bibcode:1991Tectp.188..321V, doi:10.1016/0040-1951(91)90462-2.

- Varotsos, P.; Lazaridou, M.; Eftaxias, K.; Antonopoulos, G.; Makris, J.; Kopanas, J. (1996a), «Short-term earthquake prediction in Greece by seismic electric signals», in:  Lighthill, J., A Critical Review of VAN, World Scientific, pp. 29–76.

- Varotsos, P.; Lazaridou, M. (27 de maio de 1996b), «Reply to "The VAN earthquake predictions," by D. A. Rhoades and F. F. Evison», Geophysical Research Letters, ISSN 1944-8007, 23 (11): 1375–1378, Bibcode:1996GeoRL..23.1375V, doi:10.1029/96GL00910.

- Varotsos, P.; Lazaridou, M.; Hadjicontis, V. (27 de maio de 1996), «Reply to "Earthquake prediction evaluation standards applied to the VAN Method"», Geophysical Research Letters, ISSN 1944-8007, 23 (11): 1367–1370, Bibcode:1996GeoRL..23.1367V, doi:10.1029/96GL00916.

- Varotsos, P.; Alexopoulos, K.; Nomicos, K.; Lazaridou, M. (1986), «Earthquake prediction and electric signals», Nature, 322 (6075): 120, Bibcode:1986Natur.322..120V, doi:10.1038/322120a0.

- Varotsos, P.; Alexopoulos, K.; Nomicos, K.; Lazaridou, M. (20 de setembro de 1988), «Official earthquake prediction procedure in Greece», Tectonophysics, 152 (3–4): 93–196, Bibcode:1988Tectp.152..193V, doi:10.1016/0040-1951(88)90045-5.

- Varotsos, P.; Sarlis, N.; Lazaridou, M.; Kapiris, P. (1998), «Transmission of stress induced electric signals», Journal of Applied Physics, 83 (1): 60–70, Bibcode:1998JAP....83...60V, doi:10.1063/1.366702.

- Varotsos, P. A.; Sarlis, N. V.; Skordas, E. S. (22 de novembro de 2001), «Spatio-temporal complexity aspects on the interrelation between seismic electric signals and seismicity» (PDF), Praktika of the Academy of Athens, 76: 294–321.

- Varotsos, P. A.; Sarlis, N. V.; Skordas, E. S. (26 de fevereiro de 2003a), «Long-range correlations in the electric signals that precede rupture: Further investigations» (PDF), Physical Review E, 67 (2): 021109, Bibcode:2003PhRvE..67b1109V, PMID 12636655, doi:10.1103/PhysRevE.67.021109.

- Varotsos, P. A.; Sarlis, N. V.; Skordas, E. S. (23 de setembro de 2003b), «Attempt to distinguish electric signals of a dichotomous nature» (PDF), Physical Review E, 68 (3): 031106, Bibcode:2003PhRvE..68c1106V, PMID 14524749, doi:10.1103/PhysRevE.68.031106.

- Varotsos, P.; Sarlis, N.; Skordas, E. (2011), Natural time analysis: the new view of time; Precursory seismic electric signals, earthquakes and other complex time series, ISBN 978-3-642-16448-4, Springer Praxis.

- Varotsos, P. A.; Sarlis, N. V.; Skordas, E. S.; Lazaridou, M. S. (18 de março de 2013), «Seismic Electric Signals: An additional fact showing their physical interconnection with seismicity» (PDF), Tectonophysics, 589: 116–125, Bibcode:2013Tectp.589..116V, doi:10.1016/j.tecto.2012.12.020.

- Varotsos, P. A.; Sarlis, N. V.; Skordas, E. S. (17 de dezembro de 2020), «Self-organized criticality and earthquake predictability: A long-standing question in the light of natural time analysis», EPL (Europhysics Letters), ISSN 1286-4854, 132 (2): 29001, Bibcode:2020EL....13229001V, doi:10.1209/0295-5075/132/29001.

- Vidale, John E. (16 de fevereiro de 1996), «Do Big and Little Earthquakes Start Differently?», Science, 271 (5251): 953–954, Bibcode:1996Sci...271..953V, doi:10.1126/science.271.5251.953.

- Wade, Nicholas (14 de outubro de 1977), «Briefing: More Flowers, less Cabbage», Science, 198 (4313): 176–177, Bibcode:1977Sci...198..176W, PMID 17755352, doi:10.1126/science.198.4313.176-a.

- Wang, Kelin; Chen, Qi-Fu; Sun, Shihong; Wang, Andong (junho de 2006), «Predicting the 1975 Haicheng Earthquake» (PDF), Bulletin of the Seismological Society of America, 96 (3): 757–795, Bibcode:2006BuSSA..96..757W, doi:10.1785/0120050191.

- Ward, Peter L. (1978), «Ch. 3: Earthquake prediction» (PDF), Geophysical predictions, National Academy of Sciences.

- Wells, D. L.; Coppersmith, K. J. (agosto de 1994), «New empirical relationships among magnitude, rupture length, rupture width, rupture area, and surface displacement.» (PDF), Bulletin of the Seismological Society of America, 84 (4): 974–1002, Bibcode:1994BuSSA..84..974W, doi:10.1785/BSSA0840040974.

- Whitcomb, J. H. (1977), «An update of time-dependent vp/vs and ^Vp in an area of the Transverse Range of southern California [abstract]» (PDF), Eos, Transactions, American Geophysical Union, 58 (5): 305.

- Whitham, K.; Berry, M.J.; Heidebrecht, A.C.; Kanasewich, E.R.; Milne, W.G (1976), «Earthquake Prediction in China», Geoscience Canada, 3 (4): 96, 263–268.

- Wood, H. O.; Gutenberg, B. (6 de setembro de 1935), «Earthquake prediction», Science, 82 (2123): 219–320, Bibcode:1935Sci....82..219W, PMID 17818812, doi:10.1126/science.82.2123.219.

- Wyss, M. (1991a), «Introduction», Tectonophysics, 193 (4): 253–254, Bibcode:1991Tectp.193..253W, doi:10.1016/0040-1951(91)90334-o.

- Wyss, M. (1996), «Brief summary of some reasons why the VAN hypothesis for predicting earthquakes has to be rejected», A critical review of VAN, London: Lighthill, S. J. World Scientific, pp. 250–266.

- Wyss, M.; Allmann, L. (1996), «Probability of chance correlations of earthquakes with prediction in areas of heterogeneous seismicity rate: the VAN case», Geophysical Research Letters, 22 (11): 1307–1310, Bibcode:1996GeoRL..23.1307W, doi:10.1029/95GL03548.

- Wyss, Max; Booth, David C. (1997), «The IASPEI procedure for the evaluation of earthquake precursors», Geophysical Journal International, 131 (3): 423–424, Bibcode:1997GeoJI.131..423W, doi:10.1111/j.1365-246X.1997.tb06587.x.

- Yoshii, Hiroaki (30 de agosto de 1993), «Social impacts of earthquake prediction in Greece», Tectonophysics, 224 (1–3): 251–255, Bibcode:1993Tectp.224..251Y, doi:10.1016/0040-1951(93)90077-W.

- Zechar, J. Douglas (agosto de 2008). Methods for Evaluating Earthquake Prediction (PDF) (PhD dissertation). Univ. of Southern California. Cópia arquivada (PDF) em 2 de outubro de 2013

- Zechar, J. Douglas; Jordan, Thomas H. (2008), «Testing alarm-based earthquake predictions» (PDF), Geophysical Journal International, 172 (2): 715–724, Bibcode:2008GeoJI.172..715Z, doi:10.1111/j.1365-246X.2007.03676.x, cópia arquivada (PDF) em 29 de abril de 2014.

- Zechar, J. Douglas; Schorlemmer, Danijel; Liukis, Maria; Yu, John; Euchner, Fabian; Maechling, Philip J.; Jordan, Thomas H. (2010), «The Collaboratory for the Study of Earthquake Predictability perspective on computational earthquake science» (PDF), Concurrency and Computation: Practice and Experience, 22 (12): 1836–1847, doi:10.1002/cpe.1519.

- Zeigarnik, Vladimir A.; Novikov, Viktor A.; Avagimov, A. A.; Tarasov, N. T.; Bogomolov, Leonid (2007), «Discharge of Tectonic Stresses in the Earth Crust by High-power Electric Pulses for Earthquake Hazard Mitigation», Taipei, 2nd International Conference on Urban Disaster Reduction

- Ziv, A.; Cochard, A.; Schmittbuhl, J. (2007), «Does Elastic Rebound Theory apply to Seismic Faults?», in:  Carpinteri, Alberto; Lacidogna, Giuseppi, Selected Papers from the 11th International Conference on Fracture, Turin, Italy, March 20–25, 2005, ISBN 978-0-415-44402-6, pp. 51–55, doi:10.1201/9780203936115.ch7 (inativo 12 de julho de 2025) (eBook: ISBN 978-0-203-93611-5.

- Zoback, Mark D. (21 de outubro de 1983), «Seismology [book review of Rikitake, Earthquake Forecasting and Warning]», Science, 222 (4621): 319, Bibcode:1983Sci...222..319R, PMID 17734830, doi:10.1126/science.222.4621.319.

- Zoback, Mary Lou (abril–maio de 2006), «The 1906 earthquake and a century of progress in understanding earthquakes and their hazards», GSA Today, 16 (r/5): 4–11, Bibcode:2006GSAT...16d...4Z, doi:10.1130/GSAT01604.1.

## Further reading
- Robbins, Stuart (1 de setembro de 2012). «Lunatic Earthquakes: Do Tides Cause Quakes?». Exposing PseudoAstronomy Podcast – discutindo o porque de afirmações sobre sismos serem previsíveis são falsas.
- Short-Term Earthquake Hazard Assessment for the San Andreas Fault in Southern California (PDF) (Relatório). United States Geological Survey. 1991. Open-File Report 91-32
- Hough, Susan Elizabeth (2007). Richter's Scale: Measure of an Earthquake, Measure of a Man. [S.l.]: Princeton University Press. ISBN 978-0-691-12807-8
- Langer, James S. (2008). «Richter's Scale: Measure of an Earthquake, Measure of a Man , Susan Elizabeth Hough , Princeton U. Press, Princeton, NJ, 2007. (335 pp.). 978-0-691-12807-8». Physics Today. 61 (1): 60–62. Bibcode:2008PhT....61a..60H. doi:10.1063/1.2835157
- G.-P. Ostermeyer, V.L. Popov, E. Shilko, O. Vasiljeva (2021). Multiscale Biomechanics and Tribology of Inorganic and Organic Systems. Em memória ao professor Sergey Psakhie. Springer Int. Publ. doi:10.1007/978-3-030-60124-9

## External links
- U.S. Geological Survey: Earthquake Prediction Topics
- U.S. Geological Survey: Earthquake Statistics
- The Science of Earthquakes